# Louis Comfort Tiffany
Louis Comfort Tiffany, né le 18 février 1848 à Brooklyn (New York) et mort le 17 janvier 1933 également à New York, est un artiste, designer et entrepreneur américain du XIXe et du début du XXe siècle. Célébré pour son travail et son influence dans le domaine du vitrail, il est reconnu comme l’une des grandes figures liées aux mouvements de l'Art nouveau, du japonisme, et de l'esthétisme.
Créateur de plusieurs entreprises durant sa carrière, Tiffany puise son inspiration dans ses mentors, ses voyages et ses visites d'expositions. Sa renommée est en partie due à la diversité de ses réalisations artistiques et de ses techniques et supports de travail : la peinture, les vitraux, les mosaïques, le verre artistique, les lampes, les bijoux et enfin l'architecture d'intérieur.

## Biographie

### Jeunesse
Louis Comfort Tiffany, fils de Harriet Olivia Avery Young et de Charles Lewis Tiffany, le fondateur de l’éminente entreprise de joaillerie, Tiffany & Co. Bien qu'ayant grandi au sein d'une famille aisée, il n'était pas autorisé par ses parents d'en tirer parti, puisque ceux-ci étaient conscients de l’importance de l’indépendance et de la persévérance. Par conséquent, il devra se plonger davantage dans son éducation en mettant de côté l'influence de la richesse de ses parents.

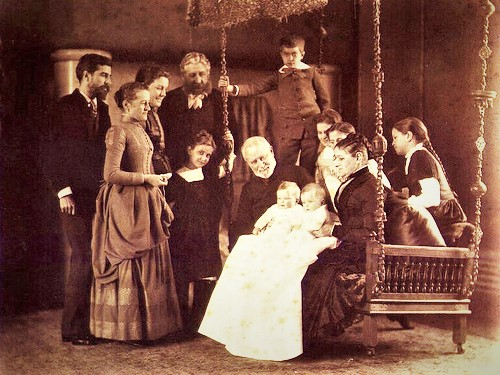
Famille Tiffany (1888) portrait de la famille de Louis avec ses parents et ses enfants, [Photographie] Mitchell-Tiffany Family Papers.

Dès son plus jeune âge et malgré sa proximité avec le domaine de la joaillerie grâce à l’entreprise de son père, Tiffany a toujours eu un intérêt prononcé pour la peinture et le dessin. Ses parents, souhaitant qu'il prenne la relève de l’entreprise familiale plutôt que de poursuivre une carrière dans les beaux-arts, ont pris la décision de l'envoyer, en 1862, à l’Académie Militaire Eagleswood (en) à New Jersey.
En 1866, à son retour, Louis Comfort Tiffany décide de devenir un artiste et commence son parcours artistique à l’Académie américaine des beaux-arts de New York, où il effectue une formation de un an. C’est en étant l’étudiant de George Inness, un peintre paysagiste, qu’il a créé sa première œuvre remarquable. Cet événement marque le début de la carrière artistique de Louis C. Tiffany.

### Carrière
Dans les années suivant la création de sa première peinture, Tiffany reçoit également une éducation artistique de la part de Léon-Adolphe-Auguste Belly, peintre orientaliste, et Samuel Colman, réputé pour son influence dans le mouvement Hudson River School. Ces mentors ont contribué à enrichir le bagage artistique de Tiffany en l’exposant à des perspectives artistiques variées et à des techniques innovantes. Bien qu’il admirait les trois mentors qu’il eu la chance de rencontrer si tôt dans son parcours, Inness, Belly et Colman, leurs styles artistiques distincts ne se sont pas manifestés dans ses propres œuvres.
Les sociétés auxquelles il a adhéré, dont la  Société Nationale des Beaux-arts et la Société américaine d’aquarelle, ainsi que les rencontres qu’il a faites, ont joué un rôle important dans la création de ses entreprises. L'une des rencontres les plus significatives de sa carrière a eu lieu en 1896 avec le critique et marchand d'art Siegfried Bing, qui dirigeait la Maison de l'Art nouveau à Paris. Cette rencontre a eu un impact majeur sur Tiffany, l'exposant au mouvement de l'Art Nouveau et en lui donnant des opportunités d’exposer ses œuvres.
Tiffany a créé de nombreuses entreprises : Louis Comfort Tiffany and Associated American Artists en collaboration avec Candace Wheeler, Samuel Colman et Lockwood de Forest (1879), Tiffany Glass Company (1885), Tiffany Glass and Decorating Company (1892), Tiffany Studios (1905), Tiffany Furnaces (1902) et Louis Comfort Tiffany Furnaces (1920).

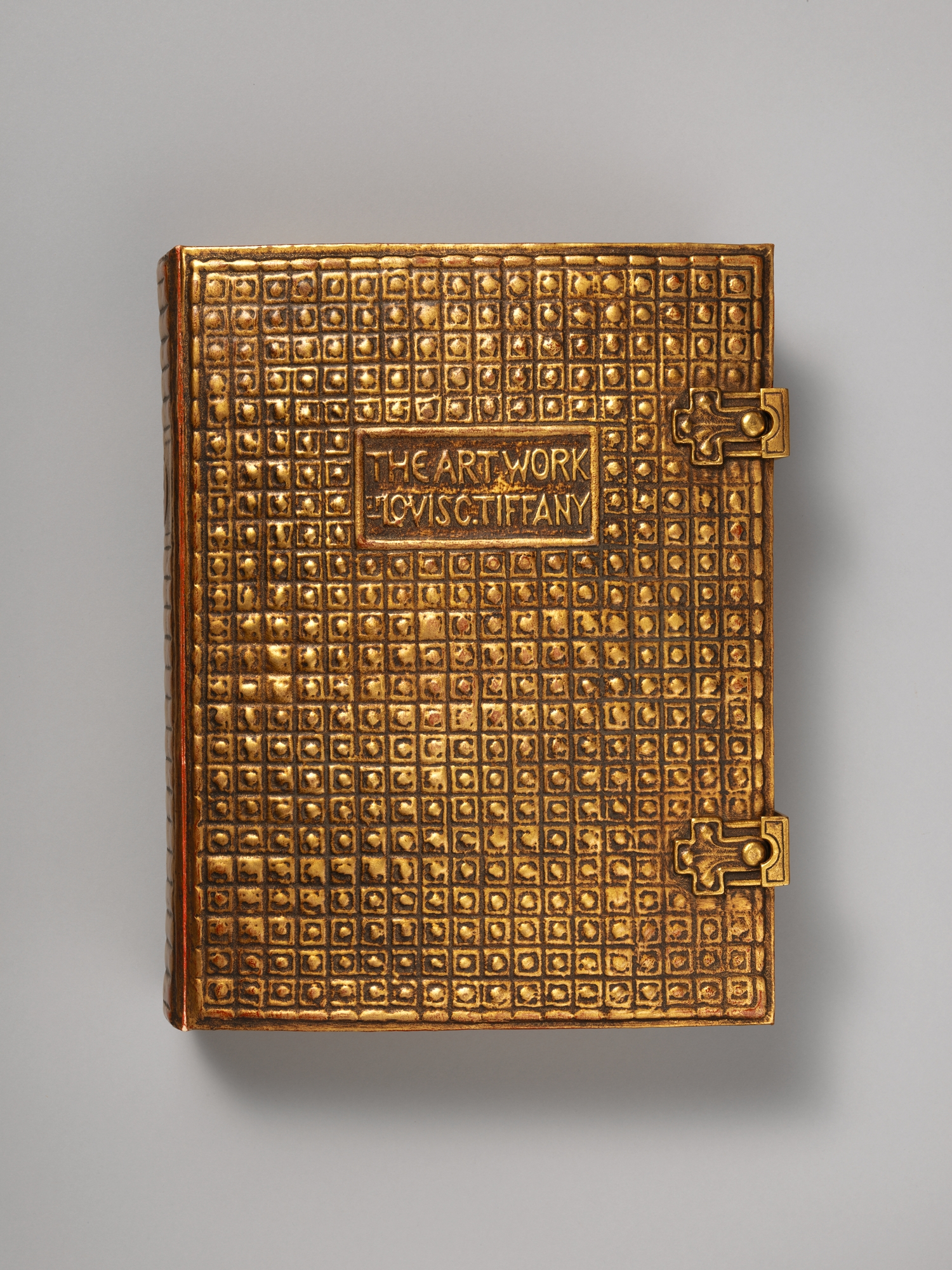
Louis Comfort Tiffany (1914) The Art Work of Louis C. Tiffany [Livre] Metropolitan Museum of Art, États-Unis

En 1893, Tiffany érige une nouvelle usine, la Stourbridge Glass Company, plus tard connue sous le nom de Tiffany Furnaces, avec l’aide de Arthur J. Nash. Au cours de cette même année, son entreprise introduit la technique nommée « Favrile », une technique associée à sa première production de verre soufflé. Ce nom est dérivé du latin fabrilis, qui signifie « fait à la main ». En 1894, Tiffany dépose officiellement la marque « Favrile ».
Louis Comfort Tiffany se démarque par ses innovations dans le domaine du verre et du design. Il a créé une technique révolutionnaire de soudage au cuivre, qui lui permettait d'assembler des morceaux de verre et de créer des effets de lumière et de couleurs inédits dans ses vitraux et lampes. Son style unique rend son travail reconnaissable parmi les nombreux artistes de l'époque.
Louis C. Tiffany est motivé par son travail, et porte en lui le désir de permettre aux Américains d'embellir leur maison. Son parcours est dû à ses standards élevés et à sa volonté d'innover. Il est satisfait et épanoui de son rôle de président de la Tiffany Glass and Decorating Company, dans laquelle il peut faire connaître de nouvelles méthodes de travail du verre tout en apportant une nouvelle vision à la conception d'intérieurs. Il a laisse derrière lui un héritage artistique et une empreinte encore visible dans ce domaine.
Les employés de ses entreprises le saluent pour sa valorisation du travail et l'importance qu'il accorde au bien-être au sein de ses compagnies. Tiffany est conscient de l’importance de la bienveillance et de la politesse sur un lieu de travail. Il souhaite maintenir une atmosphère agréable, favorisant la créativité, ce qui permet à ses entreprises une certaine qualité de production.

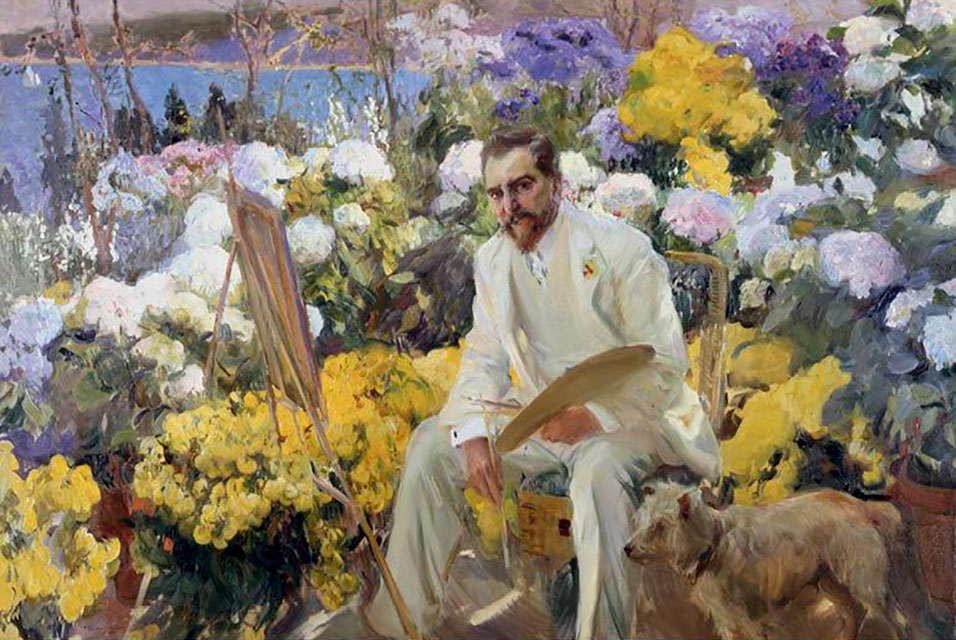
Louis Comfort Tiffany, 1911
Joaquín Sorolla
The Hispanic Society of America, New York

La place de la femme dans les ateliers est importante est laisse transparaitre l'avance que Louis C. Tiffany a sur son temps. Il considère qu’elles apportent une attention plus particulière aux détails et les place au cœur de conception des créations au thèmes floraux en verre. Il n’hésite pas à confier des postes de direction à des femmes. Clara Driscoll, qui travaille en tant que conceptrice pour l’entreprise de Tiffany, est, à l'époque, l’une des femmes les mieux rémunérées des États-Unis.
Vers la fin de sa carrière, en 1918 pour être plus précis, Louis Comfort Tiffany a établi la Fondation Louis Comfort Tiffany, avec l’objectif de fonder un institut dédié à l’éducation, l’appréciation et la production artistique. Cette fondation, située au sein de sa propriété, Laurelton Hall, représente la plus ancienne fondation d’artistes aux États-Unis. Officiellement, en 1919, Tiffany prend sa retraite. Peu de temps après, sa carrière commence à décliner. Son entreprise Tiffany Furnaces se dissout en 1924 et le Tiffany Studios fait faillite en 1932, un an avant son décès.
C'est avec l’émergence du mouvement du Modernisme et du courant Bauhaus, que le travail de Tiffany devient passé de mode. Plusieurs de ses œuvres seront jetées ou oubliées avant d'être redécouvertes et exposée comme pièces historiques, démonstration de l'impact de Louis Comfort Tiffany sur l'art.

### Influences

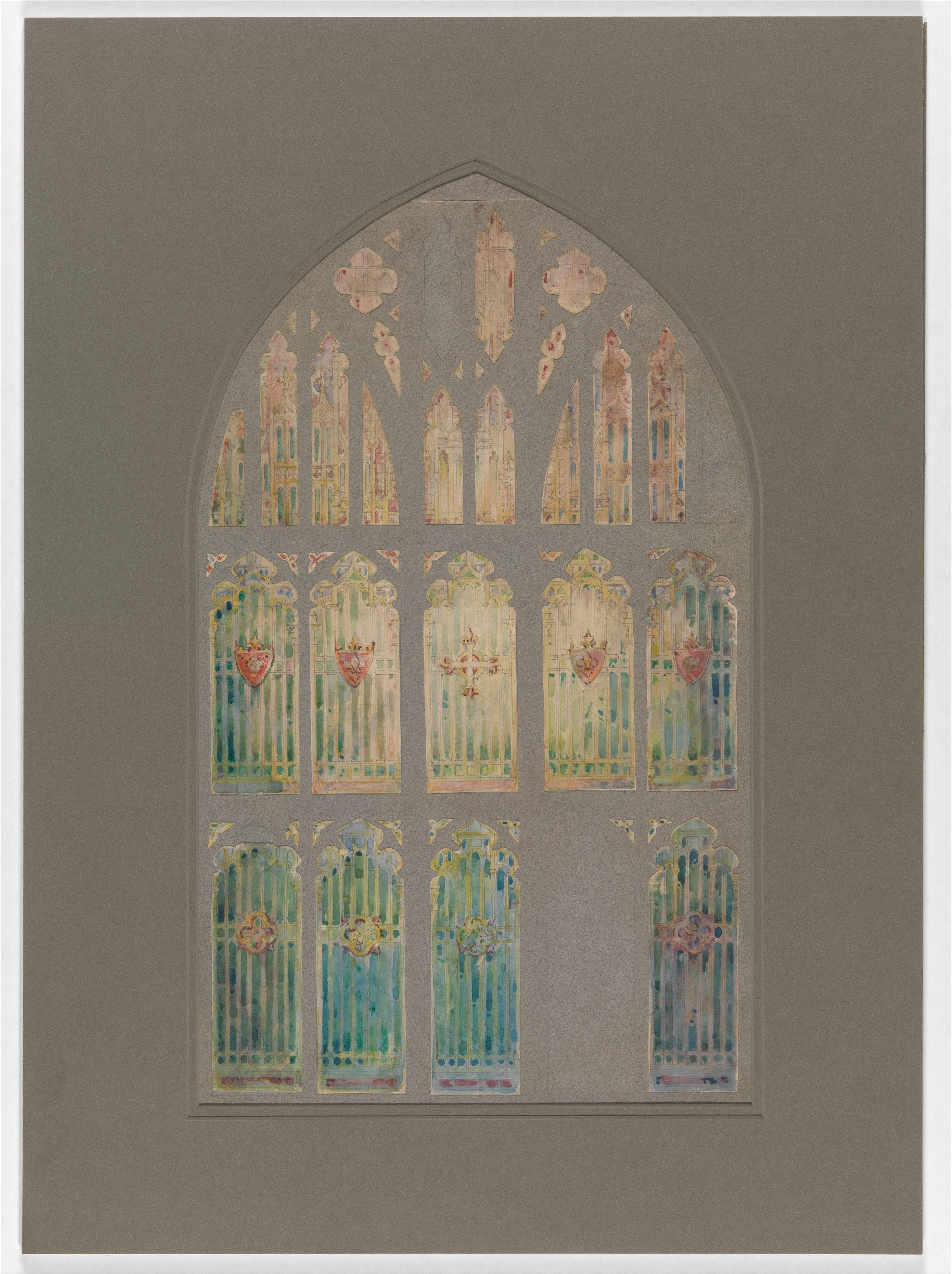
Louis Comfort Tiffany (fin XIXe) Conception de fenêtre [Peinture] Metropolitan Museum of Art, États-Unis

Parmi les premières influences de Louis, on retrouve son père, Charles Lewis Tiffany, fondateur de Tiffany & Co. Élevé dans le monde de la haute joaillerie, Louis C. Tiffany développe un sens de l'esthétique et de la qualité élevé. Une des inspirations majeures que l'on retrouve dans le travail de Louis est l'orientalisme. Son travail d'architecture d'intérieures sera très marqué par ce style, apportant un aspect exotique aux pièces qu'il conçoit.
Les nombreux voyages, qu'il effectue tout au long de sa vie, sont pour lui une source intarissable d'inspiration. Ses explorations à travers l'Europe et les États-Unis l'exposent à une grande diversité de paysages et de cultures, marquant ainsi son travail. Il puise également ses idées dans l'observation de la nature qui l'entoure. On retrouve énormément de motifs organiques dans ses œuvres. Il utilise ces différents langages pour faire passer des messages, essentiellement religieux, tout au long de sa carrière. La religion qui marque également son art à travers des représentations et des symboles bibliques et des éléments de l'art byzantin.
Son style s'inscrit dans le mouvement de l'Art nouveau, influencé par ses rencontres. Mais Louis mixe ce style avec ses exploration du Japonisme et du mouvement Arts & Crafts. Il crée ainsi une fusion de styles et d'inspirations culturelles appuyée par différentes techniques, matériaux, couleurs etc.
L'arrivée de l'ampoule électrique stimule la créativité de Louis qui s'empresse de créer de nouvelles méthodes de travail du verre qui permettent de jouer avec cette lumière et de créer de nouvelles scénographies, et de nouveaux décors.
Les influences de Louis Comfort Tiffany sont nombreuses. Il continuera toute sa vie de trouver de nouvelles sources d'inspiration, augmentant la diversité et la richesse de son travail.

### Peinture
Depuis sa jeunesse, Louis C. Tiffany entretient un attrait pour l'art en général. Petit, il prend plaisir à dessiner et à peindre, et aspire à devenir peintre.
C'est lors de son voyage à Paris qu’il découvre les peintures de Léon Bailly, peintre qui inspirera Tiffany tout au long de son travail dans la peinture, représentant ainsi des paysages du Proche-Orient et de l’Afrique du Nord.C'est grâce à la rencontre de Samuel Colman, que Louis apprend et maitrise l'art de l’aquarelle qu'il utilisera tout au long de sa vie notamment pour ses croquis. Ce support aidera Tiffany a mieux maitriser les profondeurs et proportions, qui, jusqu'alors, lui étaient difficile. Les deux artiste entreprennent ensemble un voyage au Maroc, en Algérie, en Tunisie ainsi qu’en Égypte, qui leur permettra de trouver de nombreuses sources d'inspiration que l'on retrouve dans leurs travaux.
Tout au long de sa vie, Louis C. Tiffany continuera d'utiliser la peinture dans son travail, il réduira cependant le rythme de tableaux à la suite de sa découverte du travail du verre.

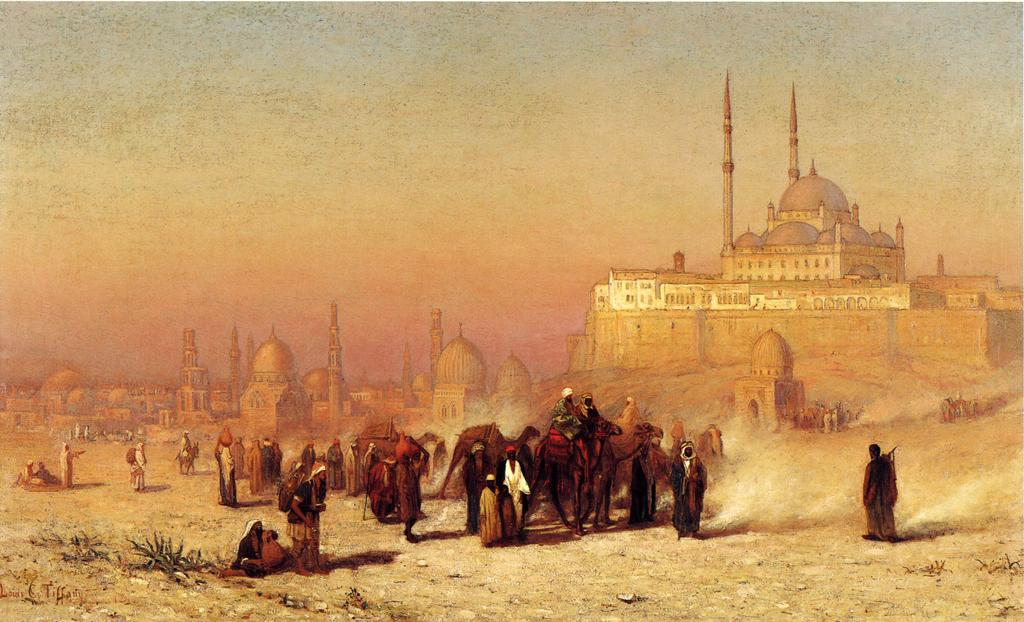
Louis Comfort Tiffany (1872) On the Way between Old and New Cairo, Citadel Mosque of Mohammed Ali, and Tombs of the Mamelukes [Peinture] Brooklyn Museum of Art, Etats Unis
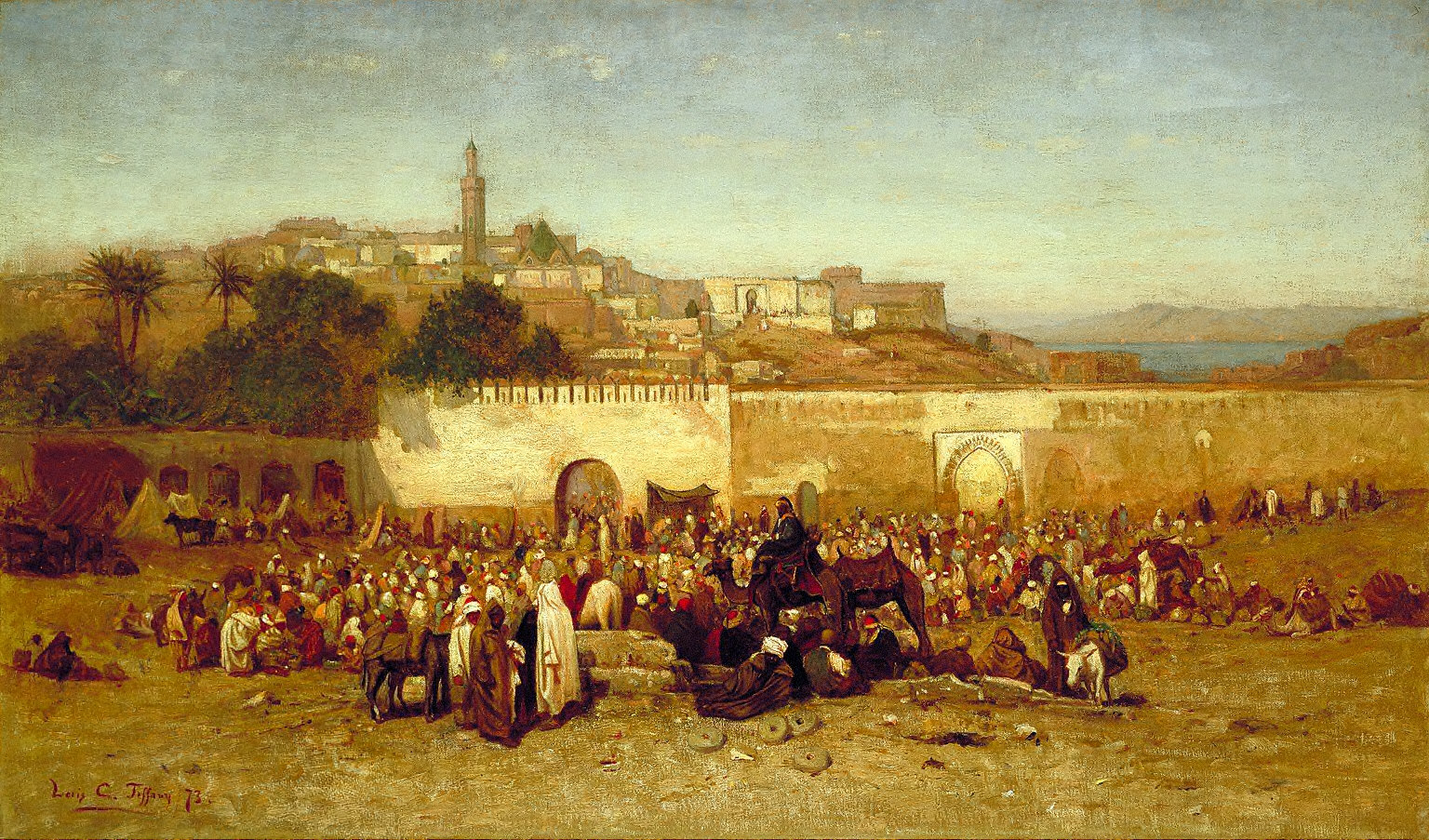
Louis Comfort Tiffany (1873) Market Day Outside the Walls of Tangiers, Morocco [Peinture] Smithsonian American Art Museum, Etats Unis
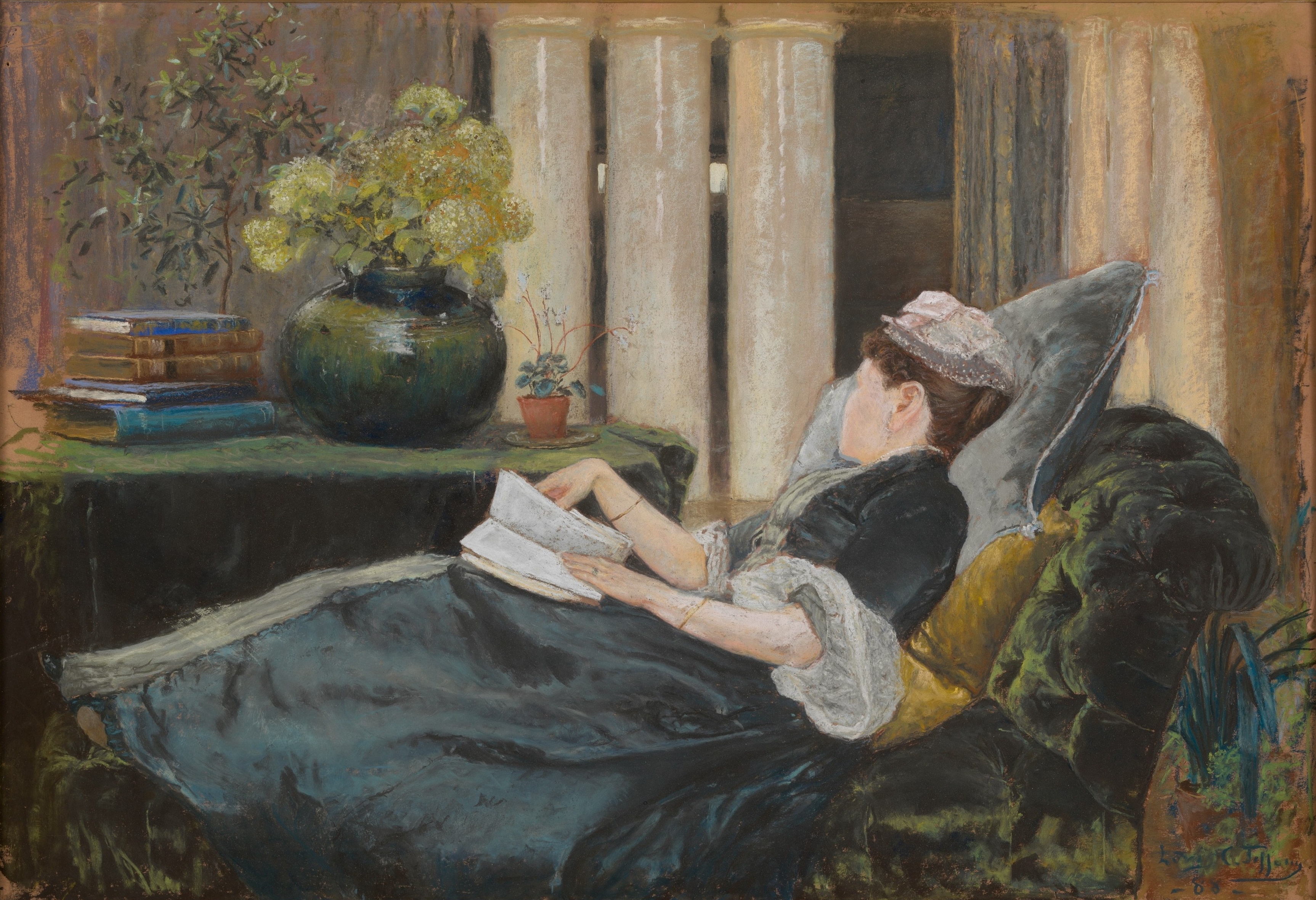
Louis Comfort Tiffany (1888) Louise Tiffany [Peinture] Metropolitan Museum of Art, Etats Unis

### Verre

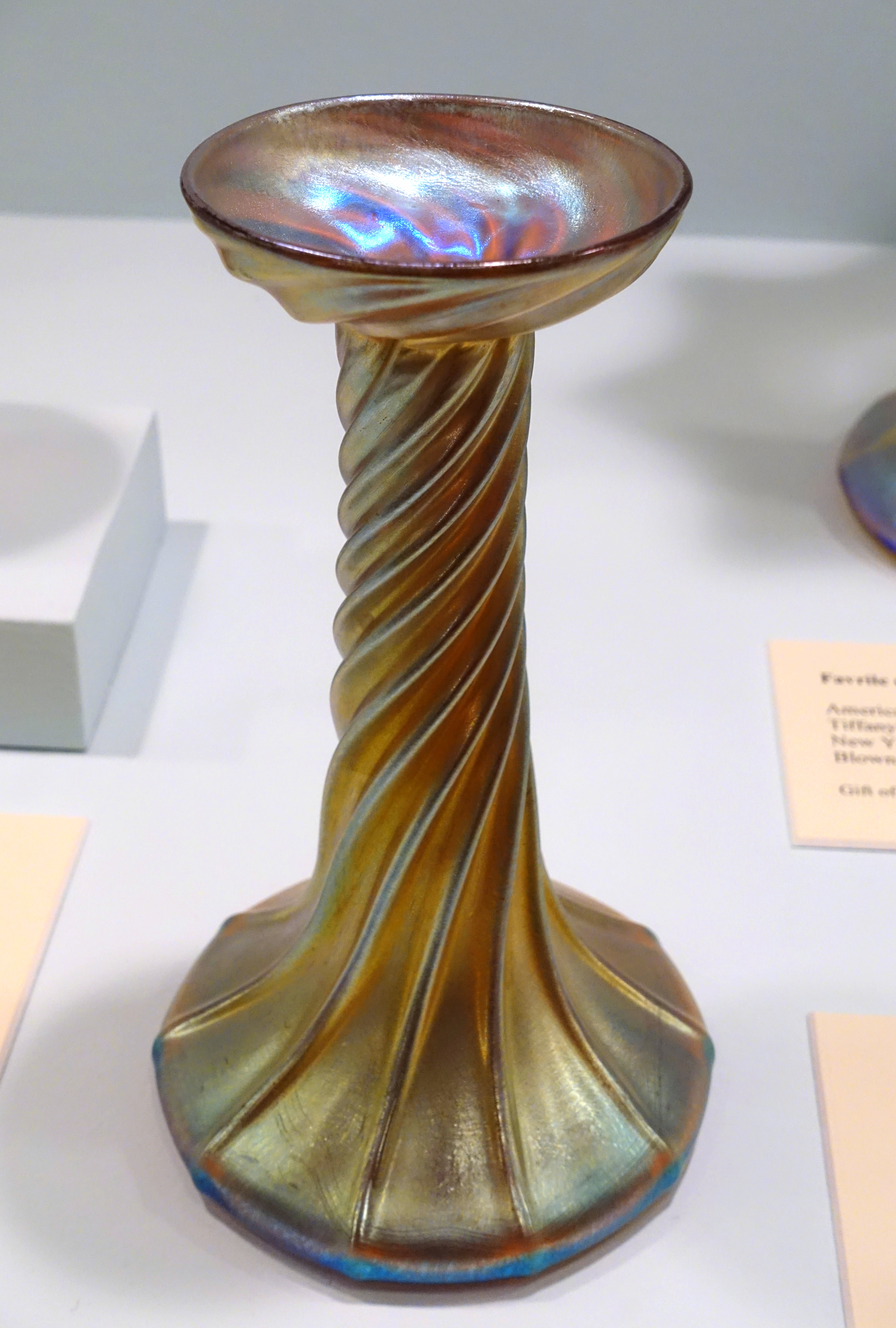
Louis Comfort Tiffany, Vase Favrile [Verre] Krannert Art Museum, États-Unis

C'est le travail du verre qui rendra Louis C. Tiffany célèbre, notamment car il l'exploite sur toute sorte de support : vitraux, mosaïques, verres artistiques, lampes et bijoux. Il commence à s'intéresser à cet matériau dès 1870 et entame une collection personnelle d’antiquités. Cette fascination évolue quelques années plus tard et se renforce lorsque Louis apprend à travailler le verre au sein des verreries de Brooklyn. Son attrait pour ce matériau peut s'expliquer par les nombreuses possibilités de création qu'offre les différentes techniques de travail du verre et par des résultats similaires à ceux d’un matériau plus coûteux et plus rares. C'est dans l'objectif d'ajouter de la beauté aux foyers américains que Tiffany se lance dans l'exploration de nouvelles méthodes offrant des aspects novateurs.
Tiffany passera sa vie à explorer de nouvelles techniques, il déposera le verre "Favrile", qui sera régulièrement employée dans ses réalisations lui permettant de mettre en avant le processus artisanal de son travail.

### Vitraux
C'est après guerre civile aux États-Unis (1861-1865) que les fenêtres des églises deviennent des ornements, leur but n'est plus seulement de laisser entrer la lumière mais de créer une ambiance, de faire passer des message, d'habiller les intérieurs. À cette époque, les Américains se tournent vers la religion, et la conception de vitraux d’églises augmente considérablement. En 1875, l’érection de plus de 4000 nouvelles églises dans le pays engendre une demande importante de création de vitraux, emmenant de nombreux artistes verriers de l'époque à se tourner vers cette discipline.
C'est donc naturellement que Louis C. Tiffany s'intéresse au travail de vitraux. Il consacre ses premières œuvres à des motifs bibliques puis son travail évolue et se tourne vers des représentations de paysages et de végétaux. Progressivement, il exclut les figures humaines de ses vitraux mais son travail gardera toujours des nombreux messages et symboles religieux.
Tiffany applique ses méthodes de travail du verre dans la création de ses vitraux, obtenant des aspects inédits et marquant le domaine qui n'avait pas évolué depuis l’époque médiévale. Il met au point un verre opalescent lui permettant d'obtenir de nouvelles couleurs jamais vues auparavant. Il mélange plusieurs techniques de travail du verre, jouant avec les différentes caractéristiques du matériau et crée des œuvres très appréciées. Il emploie par exemple du verre ondulé pour illustrer le mouvement de l’eau,. Louis joue également avec les teintes de couleurs pour amplifier la diffusion de la lumière naturelle et créer des ambiances uniques. L'augmentation de la demande de travail de Tiffany le poussera à monter une équipe d'artistes qui l'assisteront dans ses créations. Parmi les membres, on peut retrouver Agnes Northrop, Frederick Wilson, Edward Peck Sperry, Will H. Low, Joseph Lauber et Jacob Adolphe Holzer.
Durant ses cinquante années de carrière, Louis Comfort Tiffany créera des vitraux pour de nombreux bâtiments différents : résidences privées, bibliothèques et théâtres. Mais le plus gros de ses œuvres sera destiné à des églises et bâtiments religieux pour lesquels il développera un grand savoir-faire.

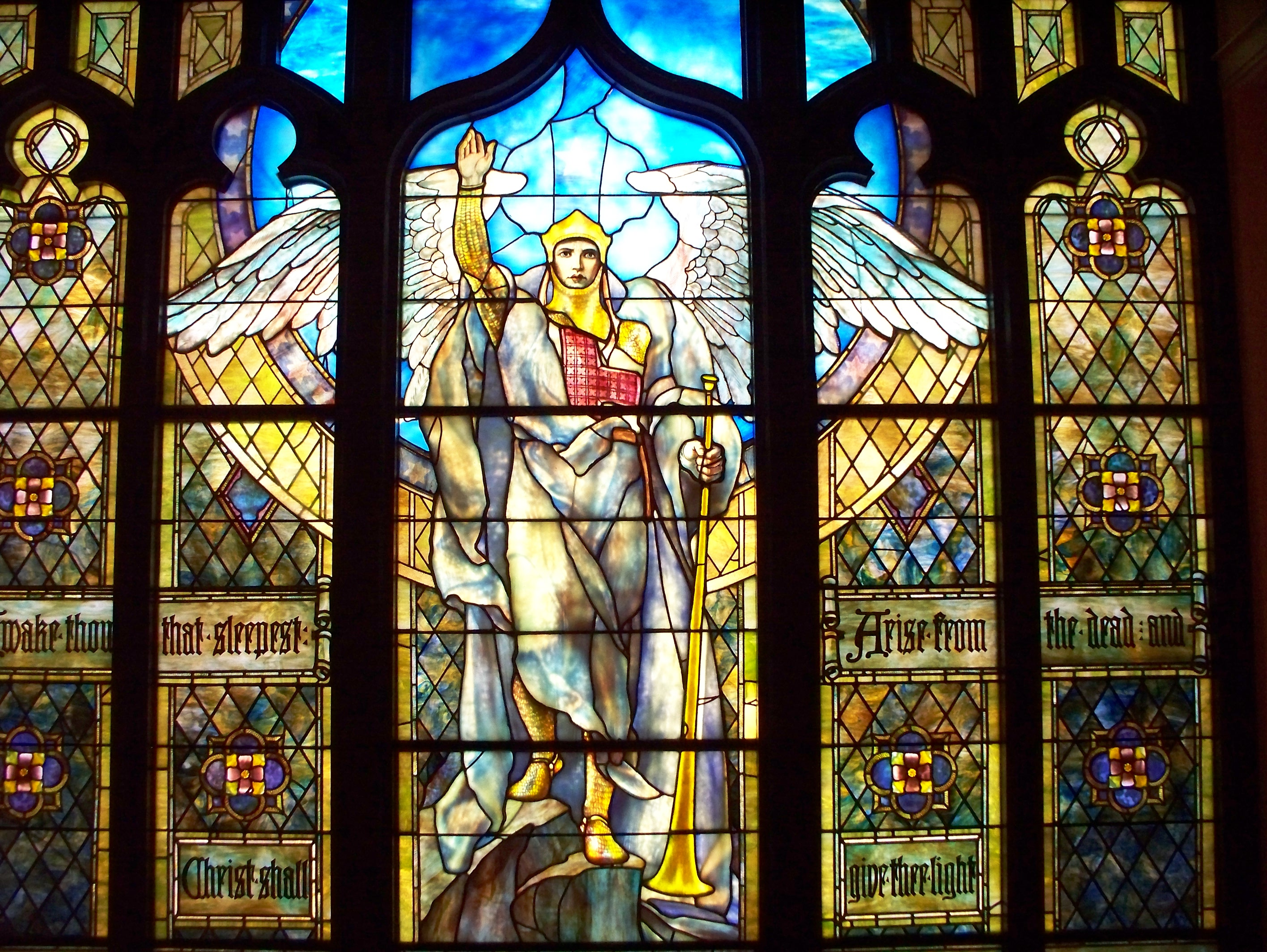
Louis Comfort Tiffany,(1904) Angel of the Resurrection [Vitrail] Musée d'art d'Indianapolis
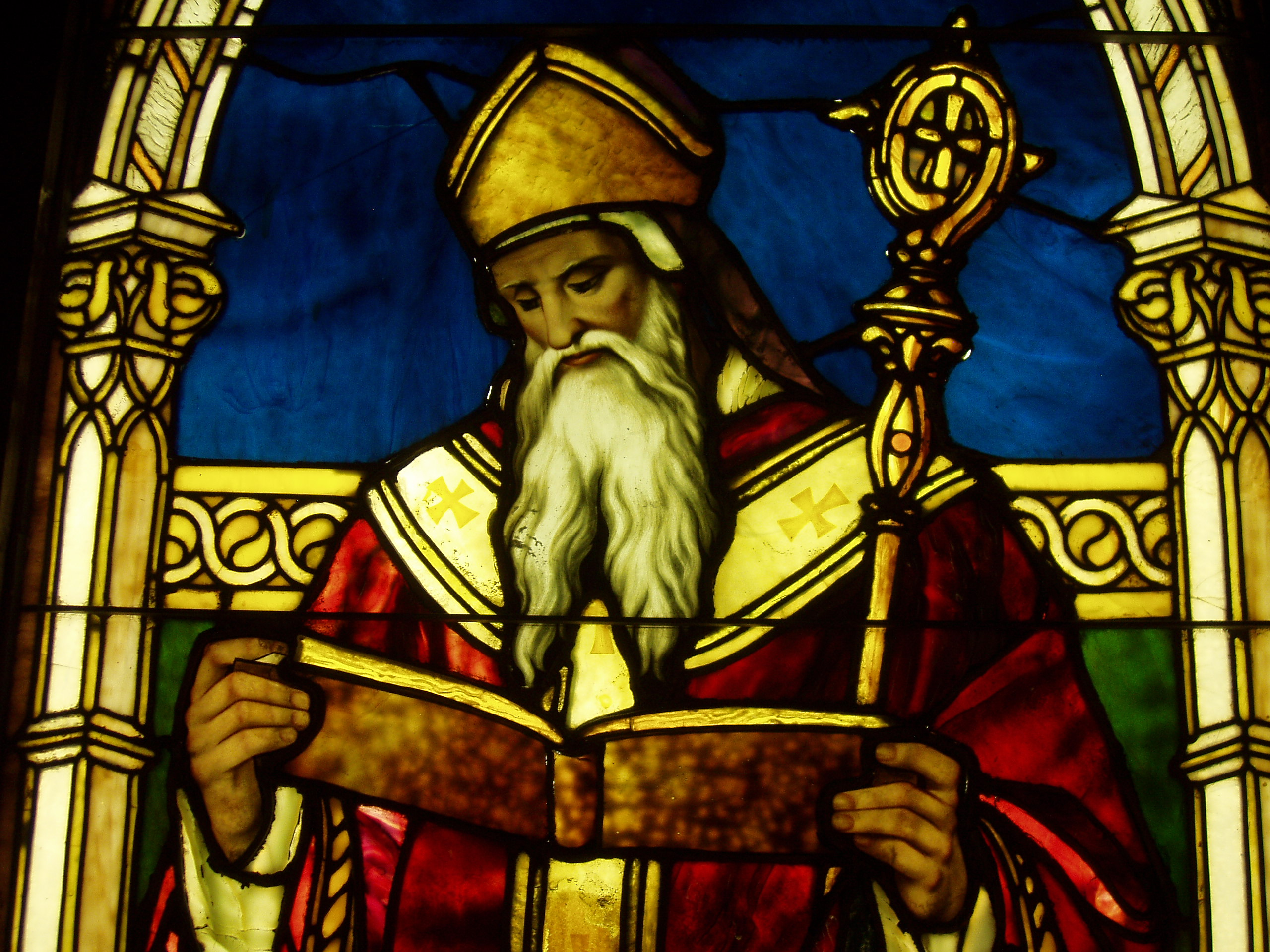
Louis Comfort Tiffany (1887) Fenêtre de St Augustine [Vitrail] Musée Lightner de Saint Augustine, Floride, États-Unis
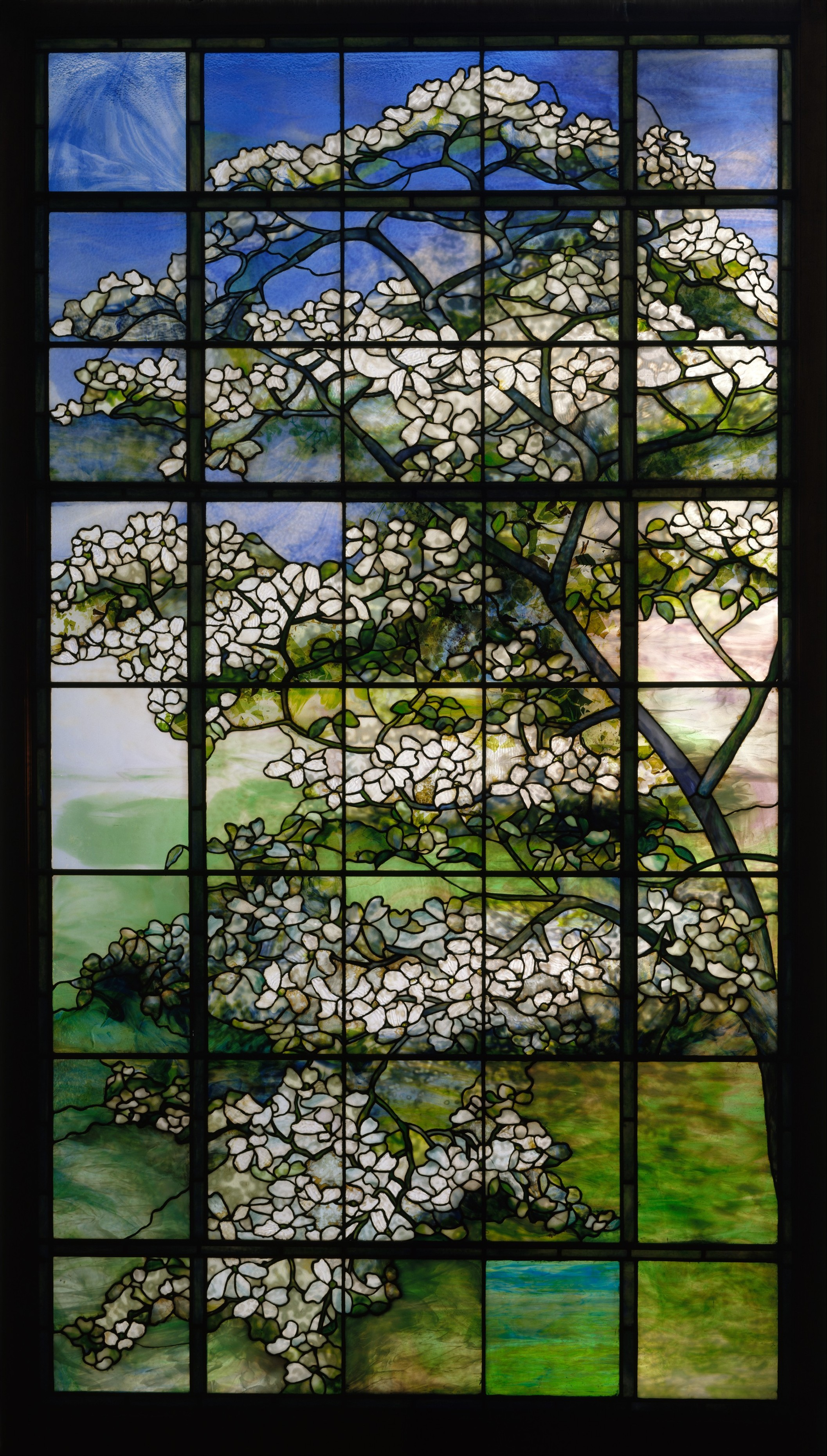
Louis Comfort Tiffany (1902-15) Dogwood [Vitrail] Metropolitan Museum of Art, États-Unis
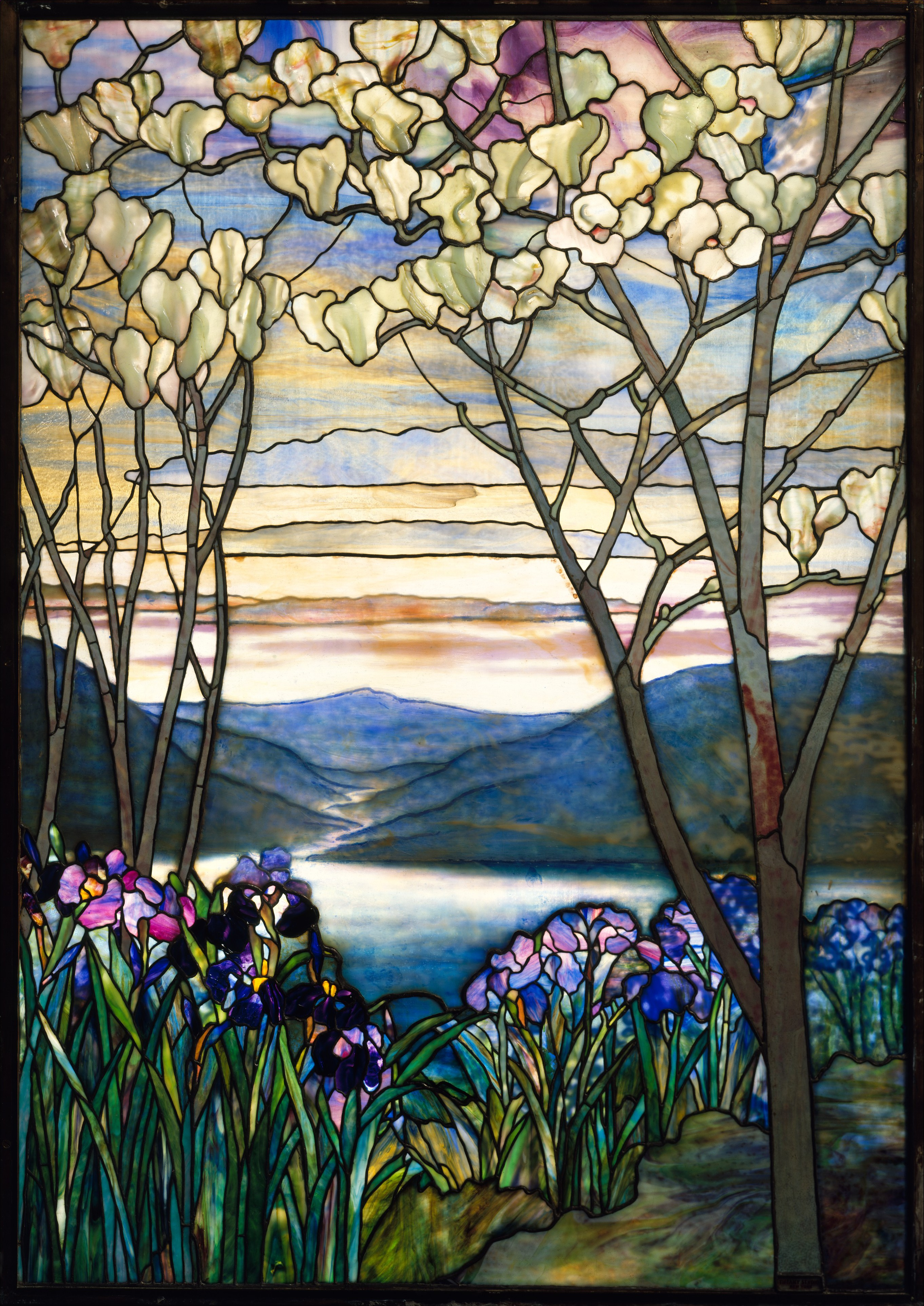
Louis Comfort Tiffany (1908) Magnolias and Irises [Vitrail] Metropolitan Museum of Art, États-Unis
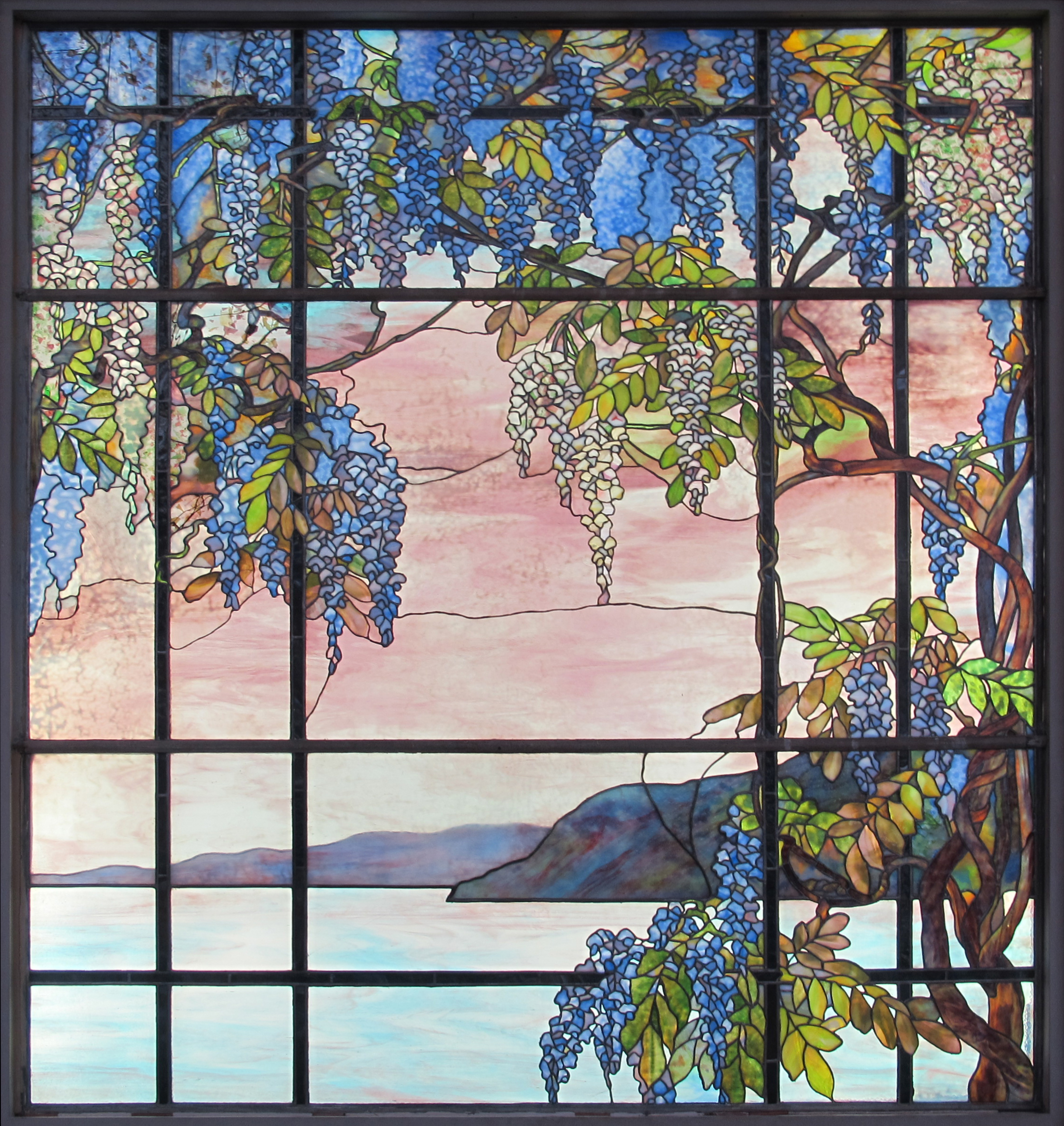
Louis Comfort Tiffany (1908) View of Oyster Bay [Vitrail] Maison de William C. Skinner, New York, États-Unis

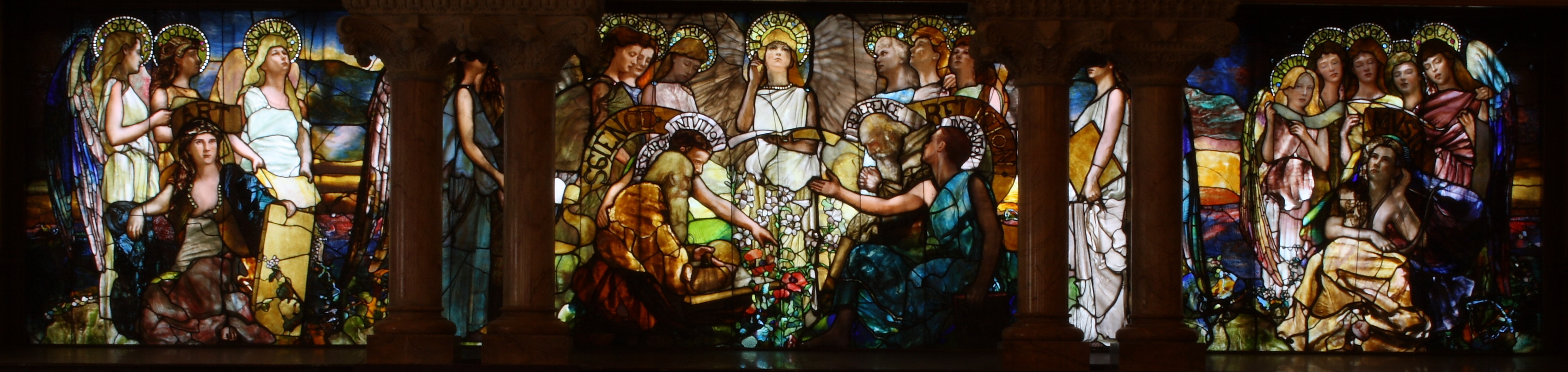
Louis Comfort Tiffany (1890) Education [Vitrail] Linsley-Chittenden Hall at Yale University

### Mosaïques
Ce sont les mosaïques byzantines que Louis a pu apercevoir durant ses voyages de jeunesse qui le pousseront à apprendre cette discipline. C'est l’actrice Sarah Bernhardt qui popularisera ce style dans les églises et qui permettra au travail de Tiffany d'être apprécié.
Comme dans toutes les facettes de ses travaux, Louis intègre à ces mosaïques le travail et l'utilisation du verre. Cela lui permet de distinguer ses œuvres et de leur donner des visuels inédits. Il travaillera notamment l’iridescence du verre vers la fin des années 1890 ajoutant des jeux de lumières complexes à ses créations.

Il inclut également l'utilisation de mosaïques à ses lampes et ses vitraux pour leur donner un aspect singulier. Louis utilisera ses compétences dans ce domaine dans de nombreux projets, notamment dans des églises, universités, bibliothèques et clubs pour hommes, augmentant la visibilité de cet art.

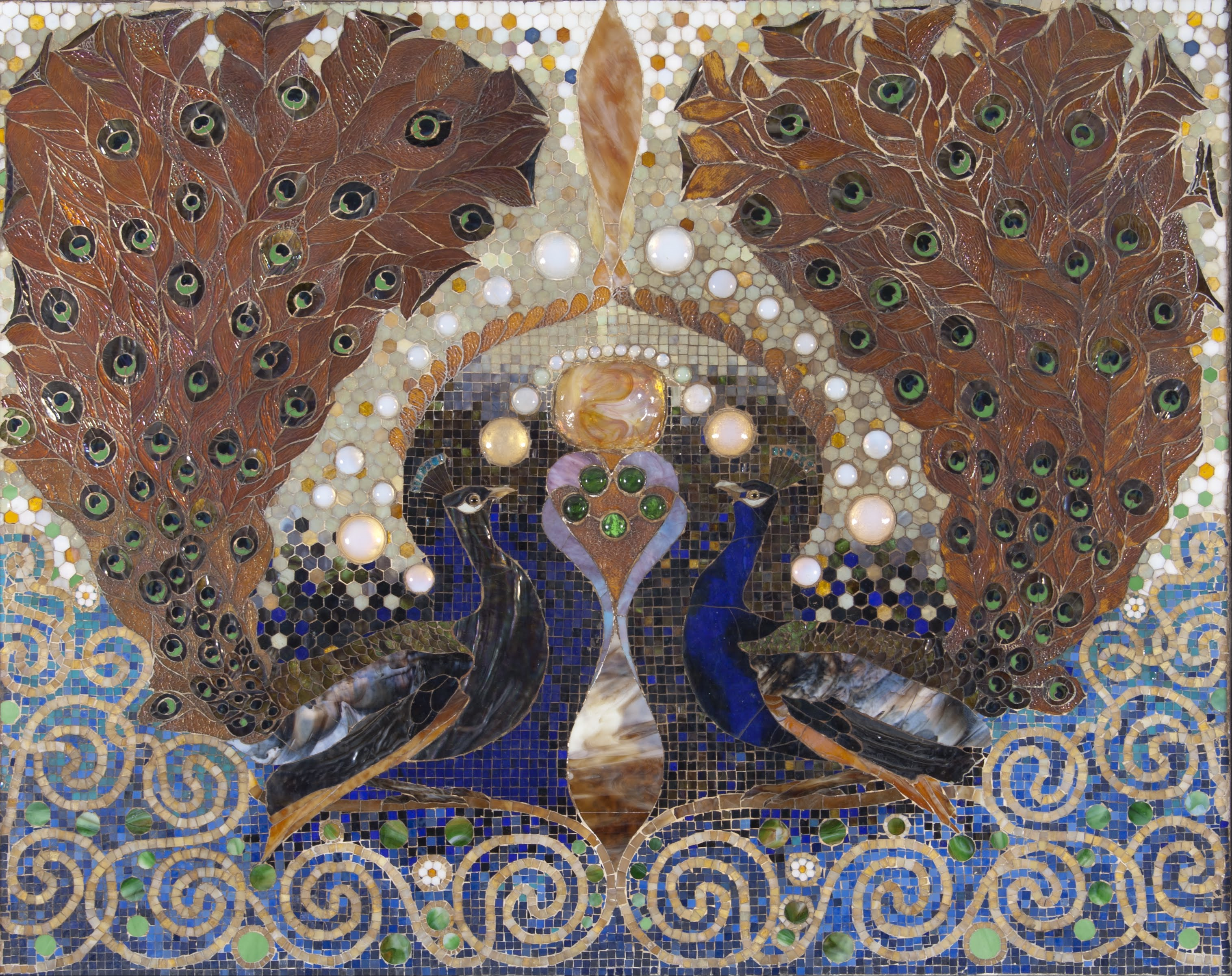
Louis Comfort Tiffany (1890-91) Peacock Mosaic [Mosaïque] University of Michigan Museum of Art, États-Unis
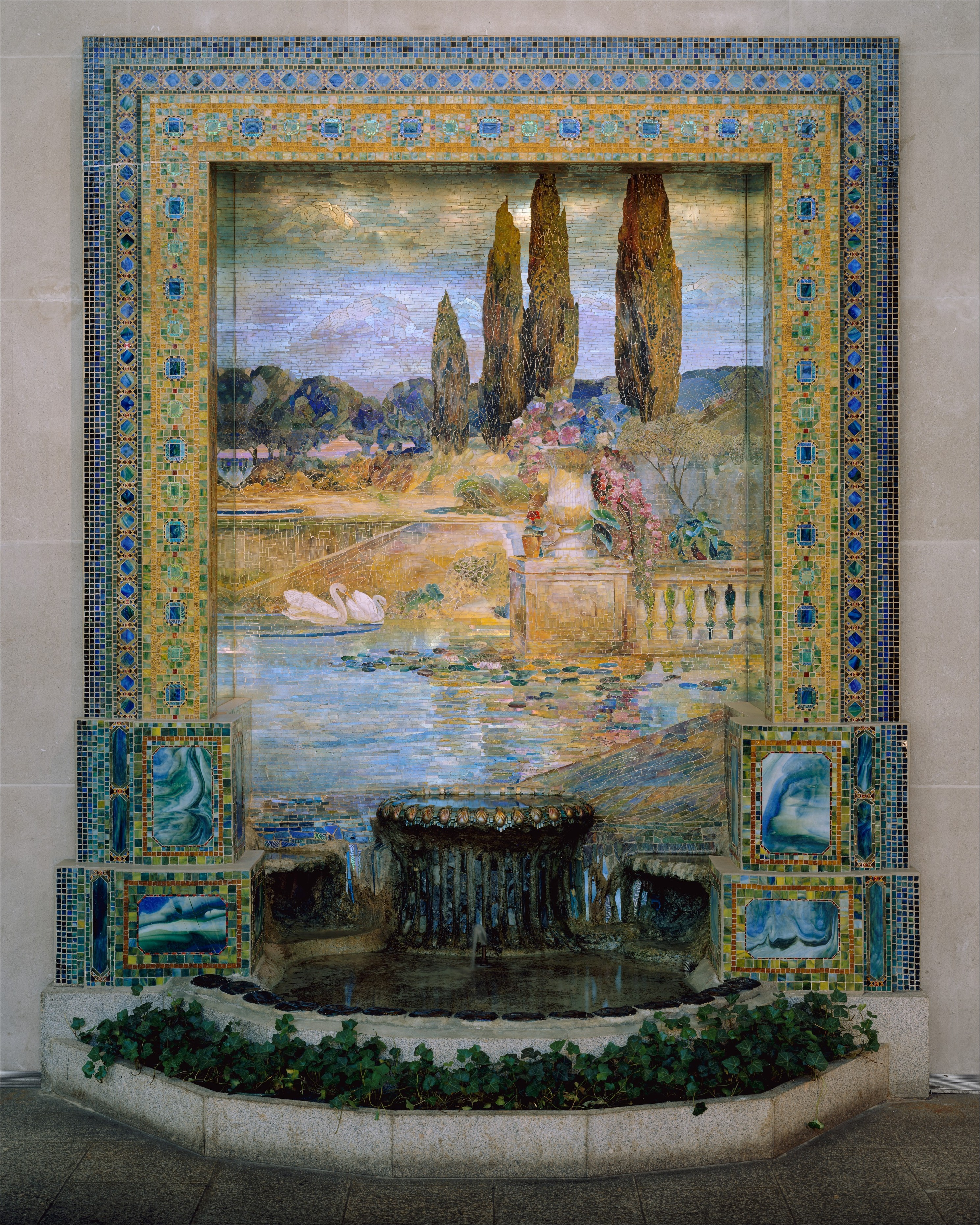
Louis Comfort Tiffany (1905-15) Garden Landscape [Sculpture] Metropolitan Museum of Art, États-Unis

### Verres artistiques
Tiffany entame son exploration du verre artistique vers 1870, et commence à expérimenter avec différentes techniques de verre fondu dès 1872. La maîtrise de ce matériau lui permet d'atteindre son but d'embellir les foyers américains à travers ses pièces artistiques. Avec le temps et l’expérience, Tiffany agrandit sa palette de couleurs, de textures et de motifs rendant son travail apprécié et réputé.
La concurrence avec d'autres créateurs de l'époque, tels que John La Farge, l'a incité à repousser ses limites artistiques et techniques. L'esprit compétitif et perfectionniste de Tiffany lui a permis de développer ses œuvres tout en évoluant constamment.
Tiffany laissera une empreinte considérable dans le domaine du travail du verre notamment par ses collections les plus marquantes :
1. Le verre aux formes florales : c’est en 1889, lors de l’Exposition Universelle de Paris, que Louis C. Tiffany a pu observer l’art d’Émile Gallé, maître verrier. Ce serait la découverte de son style, inspiré par la nature, et de ses techniques novatrices qui aurait inspiré Tiffany pour sa collection de pièces en verre aux formes florales[28].
2. Le verre décoré : cette technique, inventée par Leslie H. Nash, permet de décorer le verre en surface en y incorporant des sels métalliques et en l'exposant à des vapeurs d’étain et/ou de chlorure de fer pour générer des microfissures. Ces innombrables microfissures permettent d’augmenter la réflectivité du verre[29].
3. Le verre camée : cette technique est fréquemment retrouvée dans les verreries anglaises et européennes, et consiste en la superposition de couches de verre et/ou la gravure de certaines couches pour faire apparaitres des motifs. Cette innovation exige un temps de travail important et beaucoup de minutie, Tiffany a donc hésité à l’intégrer dans son répertoire et a fini par en limiter la conception[30].
4. Le verre de lave : Louis développe cette méthode après l’éruption volcanique qui a marqué sa visite du Mont Etna, en Sicile. La beauté et la puissance de l’éruption l’aurait fasciné et l’aurait inspiré dans son travail. Cette technique implique la création de fissures de contrainte interne qui font émerger du verre lors de la phase de recuite[31].
5. Le verre chypriote : c’est après la visite de sites archéologiques lors d’un voyage à Chypre que Tiffany découvre l'impact de la corrosion sur le verre. Cette méthode consiste à appliquer des particules d’oxydes métalliques sur le verre encore en fusion, ce qui provoque une réaction chimique qui crée ces reliefs singuliers[32].
6. Le verre agate : cette méthode est inspirée de l’apparence granulaire et striée des pierres dures, comme le jaspe et la calcédoine. Pour obtenir cet effet, des morceaux de verre opaque de différentes teintes sont mélangés dans un creuset de fusion afin d’obtenir ce motif marbré[33].
7. Le vase presse-papier : aussi connue sous le nom de « Morning Glass », cette technique consiste à incorporer une décoration à l’intérieur d’une couche de verre transparent. Cela permet de protéger le motif, mais aussi pour créer un effet de grossissement. Cette méthode peut utiliser jusqu’à cinq variétés de verre[34].
8. La verrerie en aigue-marine : sortie autour de 1911, cette technique est la dernière innovation de Tiffany et son équipe. Elle crée l’illusion de regarder au travers d’un bocal à poissons grâce à l’épaisseur du verre qui agit comme une loupe et des décors qui y sont intégrés au support[35].

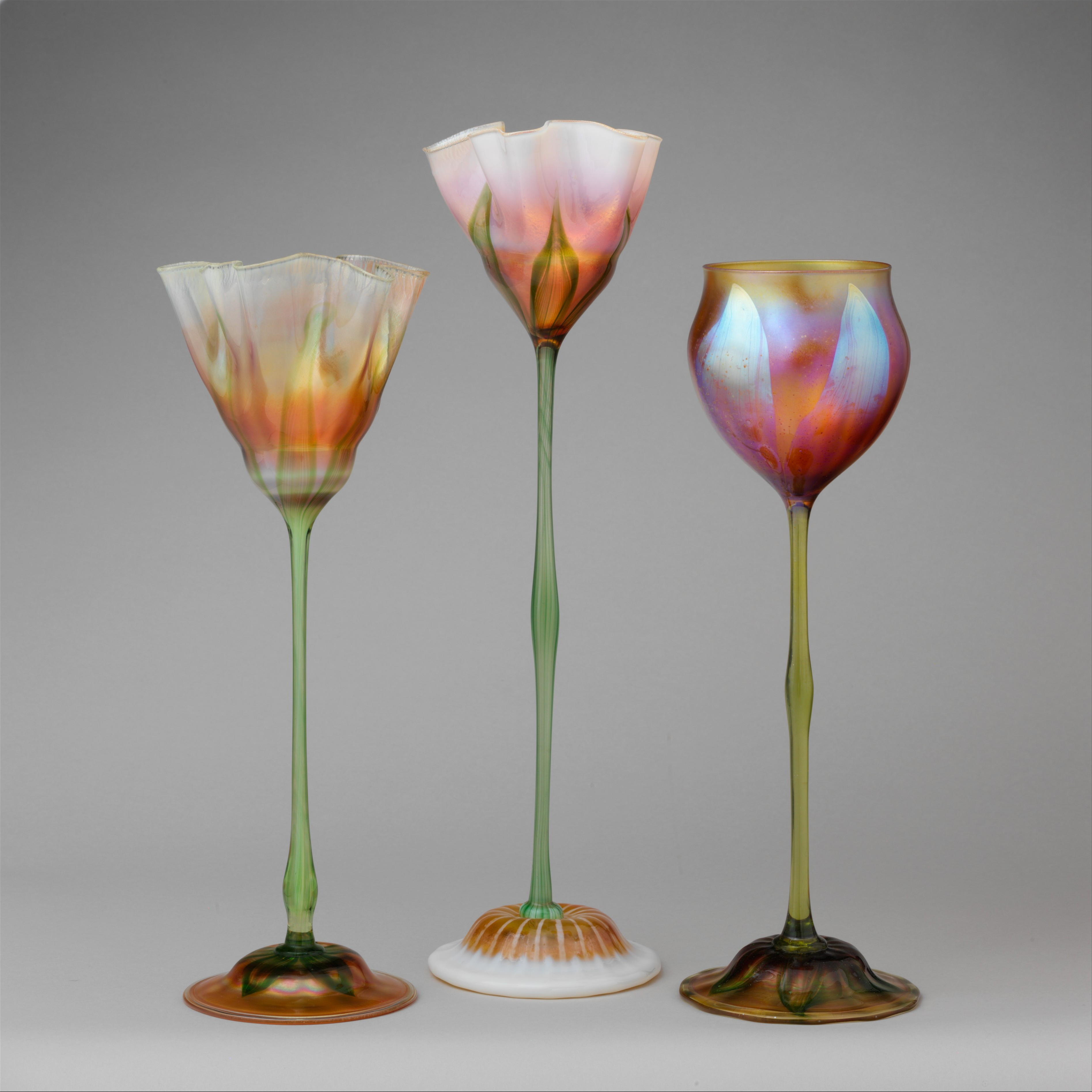
Louis Comfort Tiffany (1900-02) Vases aux motifs floraux [Verres] Metropolitan Museum of Art, États-Unis
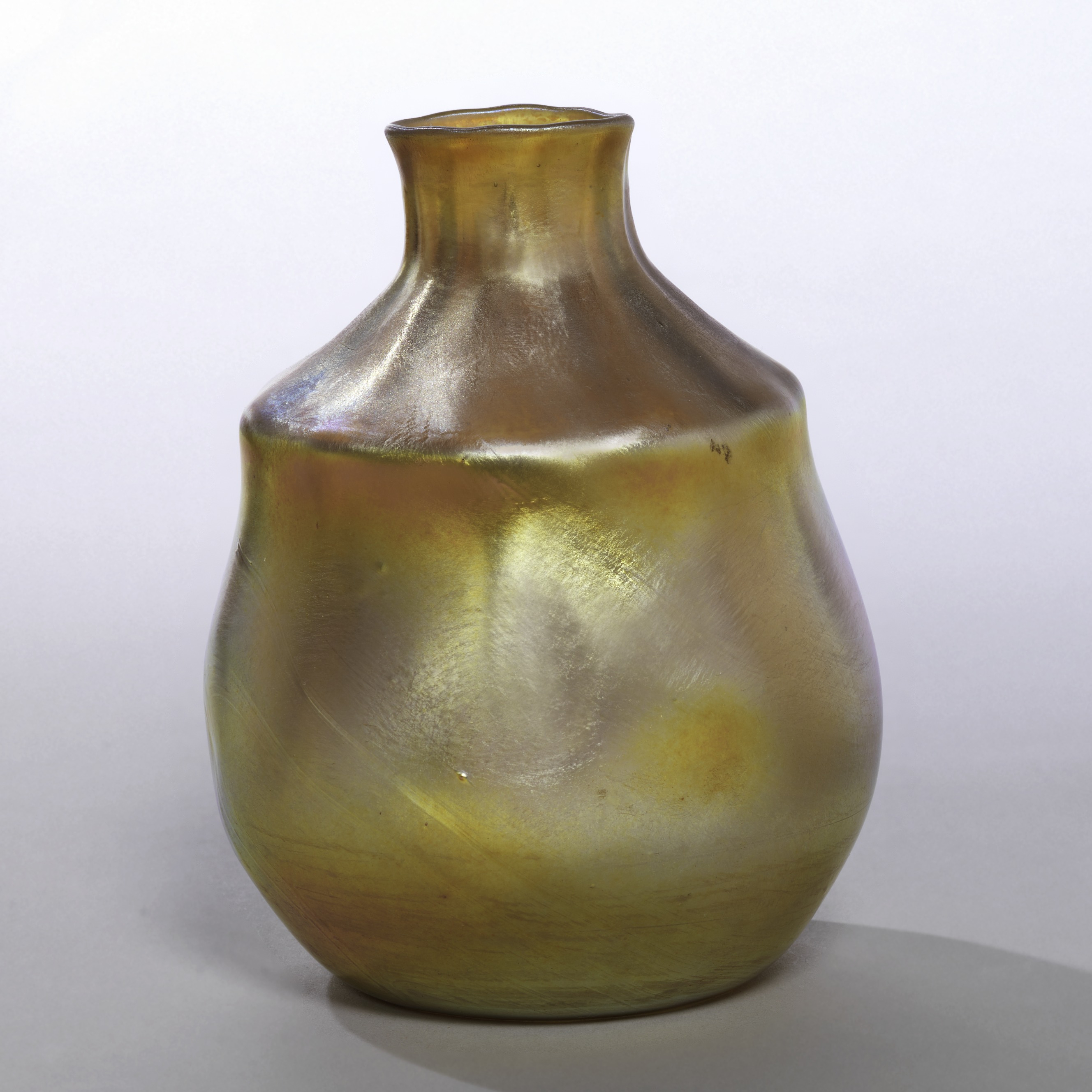
Louis Comfort Tiffany (vers 1900) Verre décoré/lustré [Vase] Metropolitan Museum of Art, États-Unis
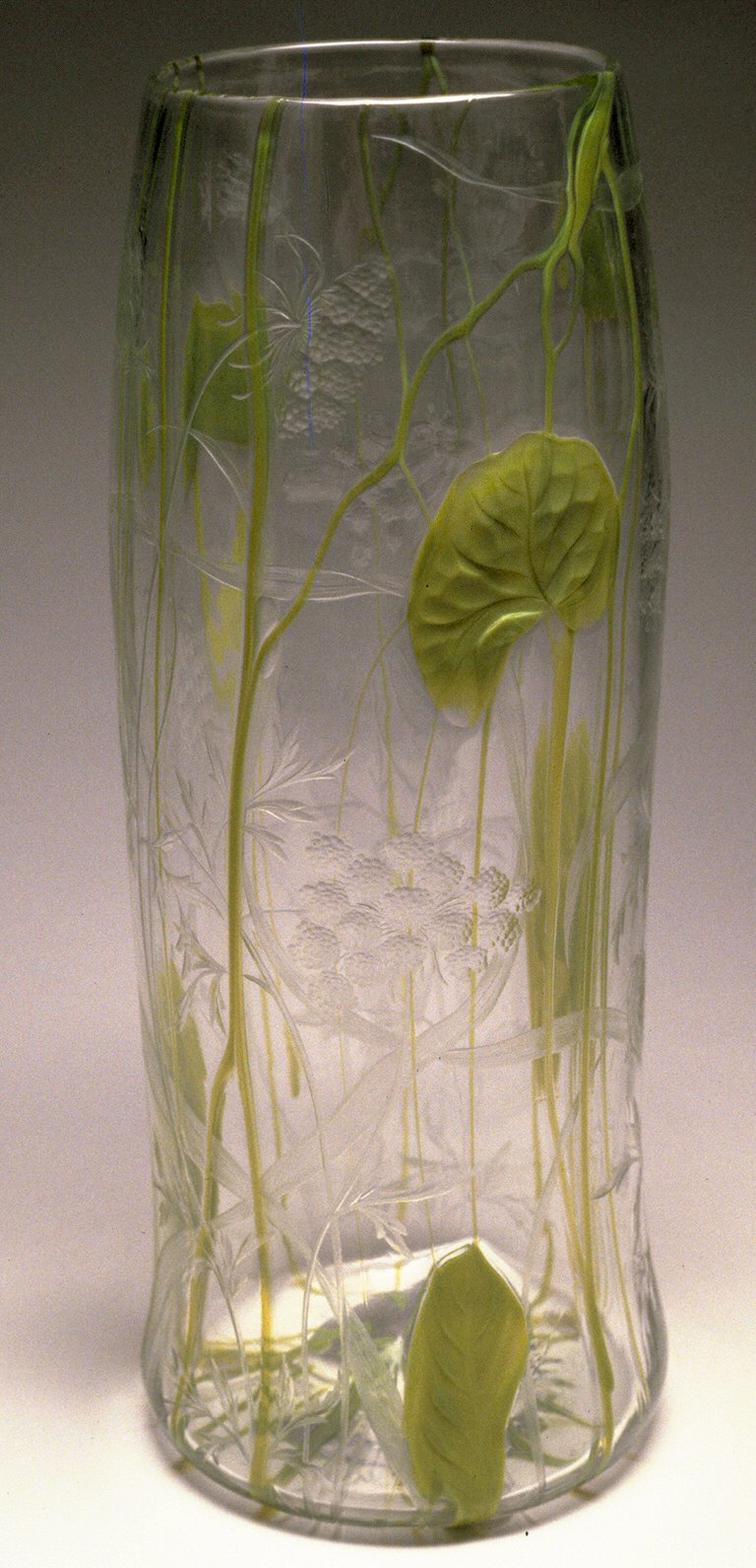
Louis Comfort Tiffany (0895-98) Tall Vase with Lily Pads and Wild Carrots , en verre camée [Vase] Metropolitan Museum of Art, États-Unis
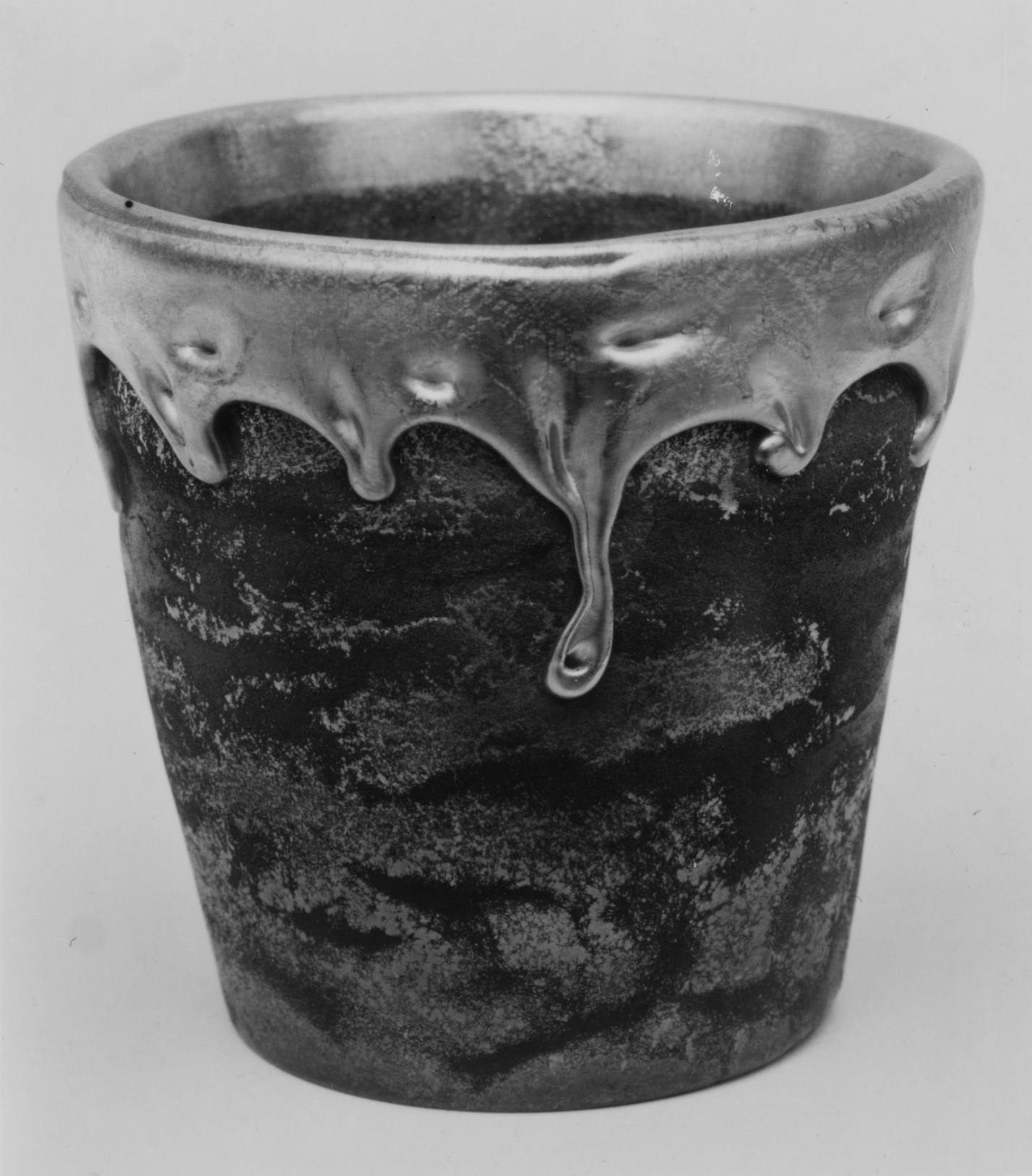
Louis Comfort Tiffany (1908) Verre de lave [Vase] Metropolitan Museum of Art, États-Unis
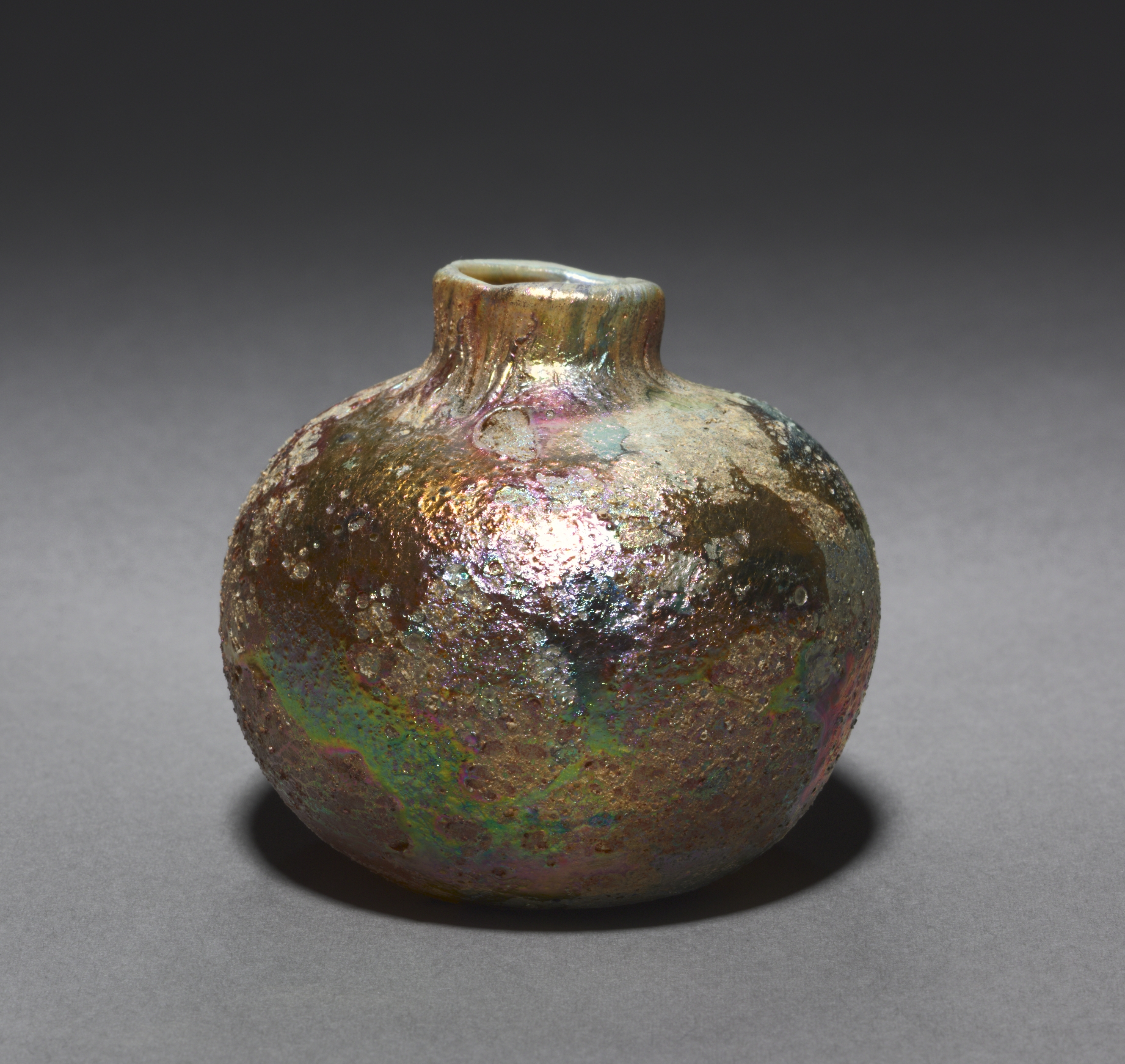
Louis Comfort Tiffany (1892-1900) Verre chypriote [Vase] Cleveland Museum of Art, États-Unis
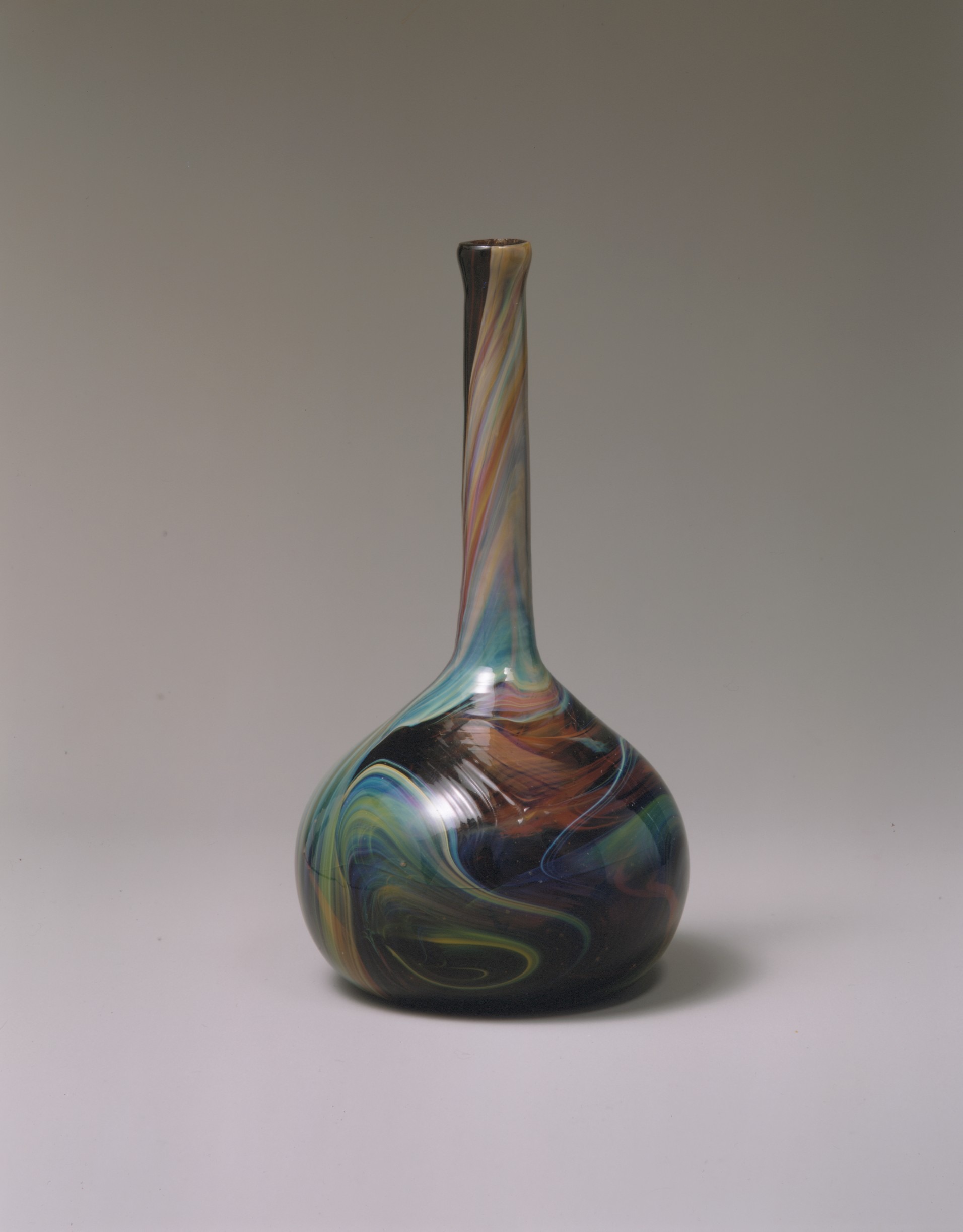
Louis Comfort Tiffany (1892-96) Verre agate [Vase] Metropolitan Museum of Art, États-Unis
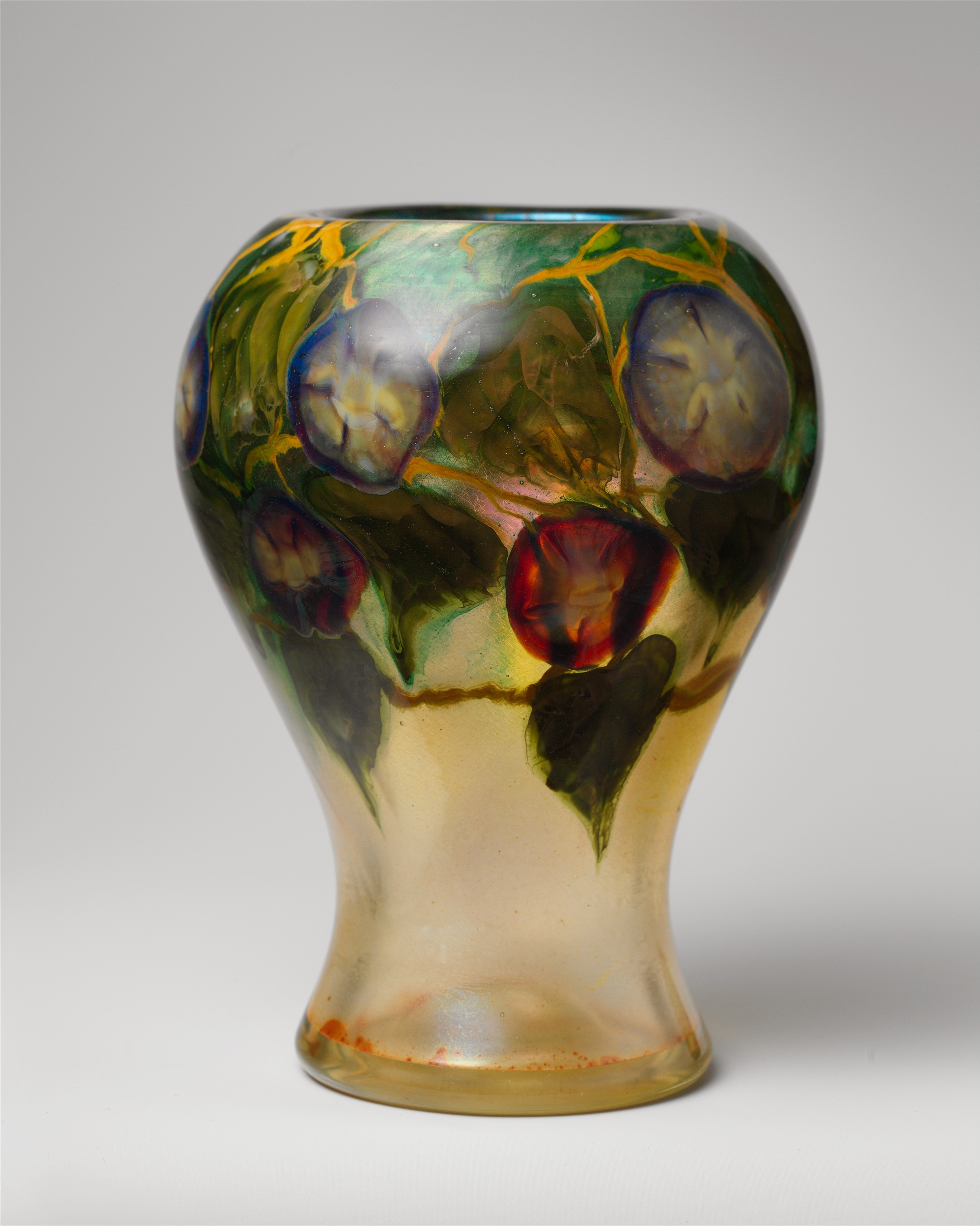
Louis Comfort Tiffany (vers 1913) Verre press-papier [Vase] Metropolitan Museum of Art, États-Unis
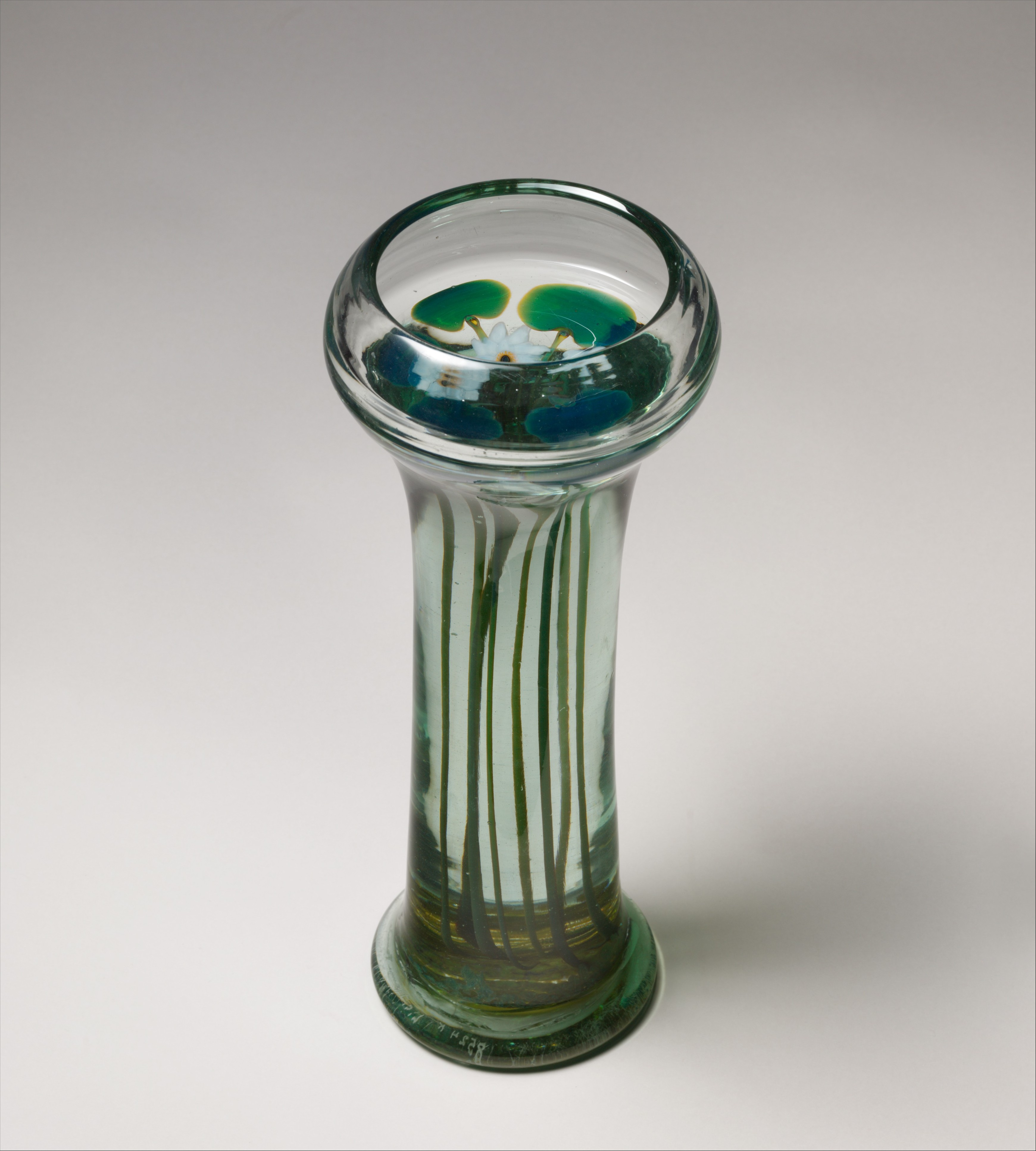
Louis Comfort Tiffany (vers 1913) Aquamarine Water Lily Vase, Verre aigue marine [Vase] Metropolitan Museum of Art, États-Unis

### Lampes

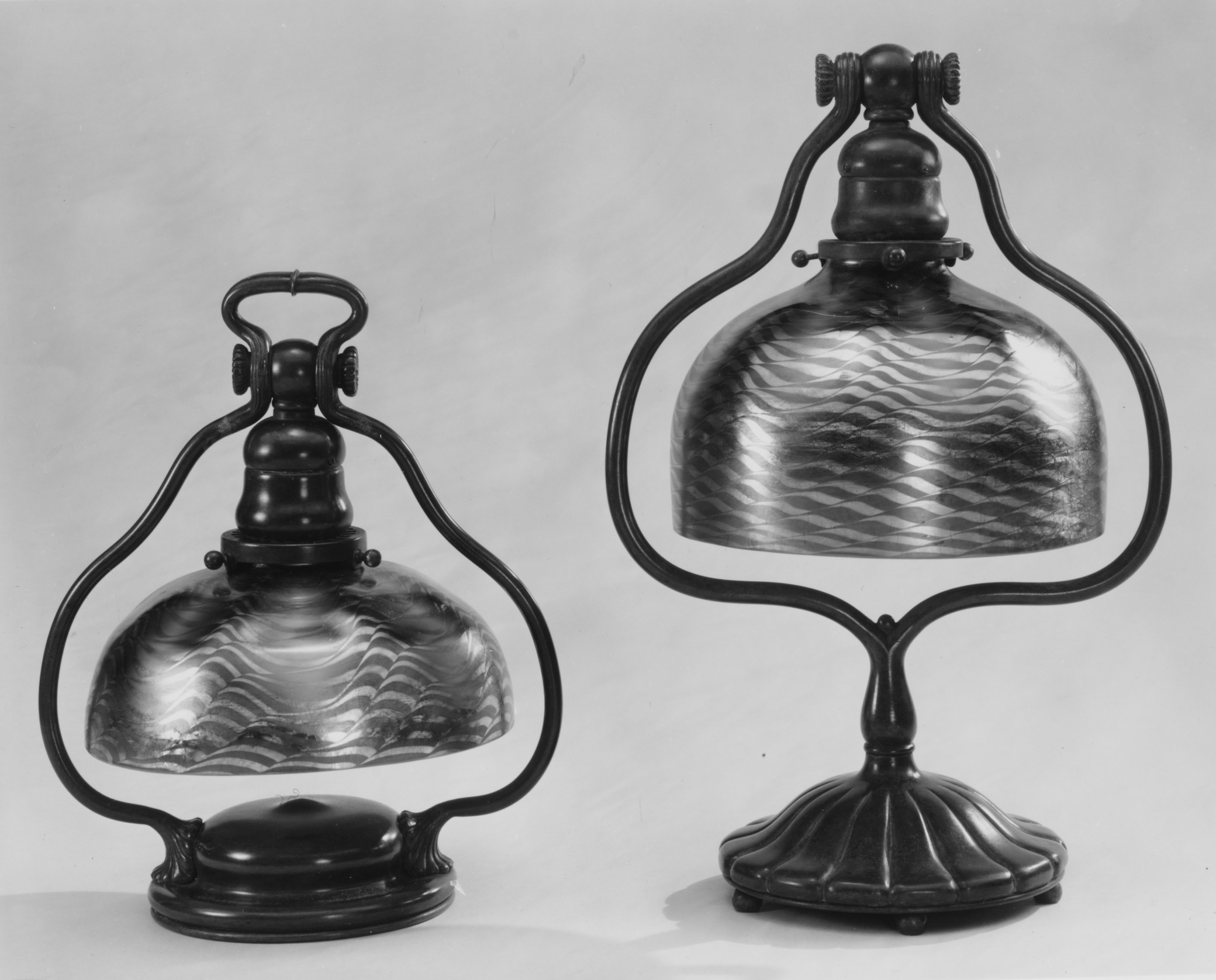
Louis Comfort Tiffany (1902-12) Electric Lamp [Lampes] Metropolitan Museum of Art, États-Unis

À l’origine, les lampes étaient éclairées au gaz. Louis C. Tiffany est célèbré pour ses créations de lampes conçues pour diffuser et contrôler la lumière provenant de la toute nouvelle invention de Thomas Edison en 1879, l’ampoule électrique. C’est ainsi que les premières lampes électriques en vitrail ont été introduites, plus tard connues sous le nom de lampes Tiffany. L’invention de l’ampoule a été une source majeure d’inspiration pour la création de lampadaires, de luminaires de plafonds, de lampes dotées d’abat-jours en verre ainsi que d’autres innovations. En maîtrisant l’éclairage électrique et en adoucissant ses rayons grâce au verre coloré, Louis Comfort Tiffany et son équipe ont développé plus de 125 types de lampes en vitrail adaptées aux ampoules électriques. Ses multiples lampes restent l’une de ses créations les plus connues. De plus, les motifs floraux qui ornent la grande majorité des lampes, ainsi que l’utilisation créative de verre et de métal pour les appareils électriques, jouent un rôle essentiel dans la renommée de Tiffany.

### Bijoux
Après le décès de son père en 1902, Tiffany prend en charge la direction de la conception de bijoux chez Tiffany&Co. Il incorpore les inspirations de la nature et de ses couleurs dans la création de colliers, pendentifs, bagues, ornements pour les cheveux, flacons de parfum et bien d’autres pièces. Malgré ses réserves initiales à suivre les traces de son père, il s’engage pleinement dans le domaine et apporte une vaste gamme d’expression lors de la conception. Tiffany a innové en introduisant de l’or, de l’argent et du platine, des matériaux relativement nouveaux dans l’industrie, tout en éliminant l’utilisation du cuivre. L’accentuation des pierres précieuses colorées était une autre manière de créer des pièces originales. De plus, bien que le verre soit moins fréquent dans la conception de bijoux, on pouvait l’apercevoir dans les ornements pour les cheveux et les flacons de parfums, mettant ainsi en lumière ses compétences.

### Architecture d'intérieur

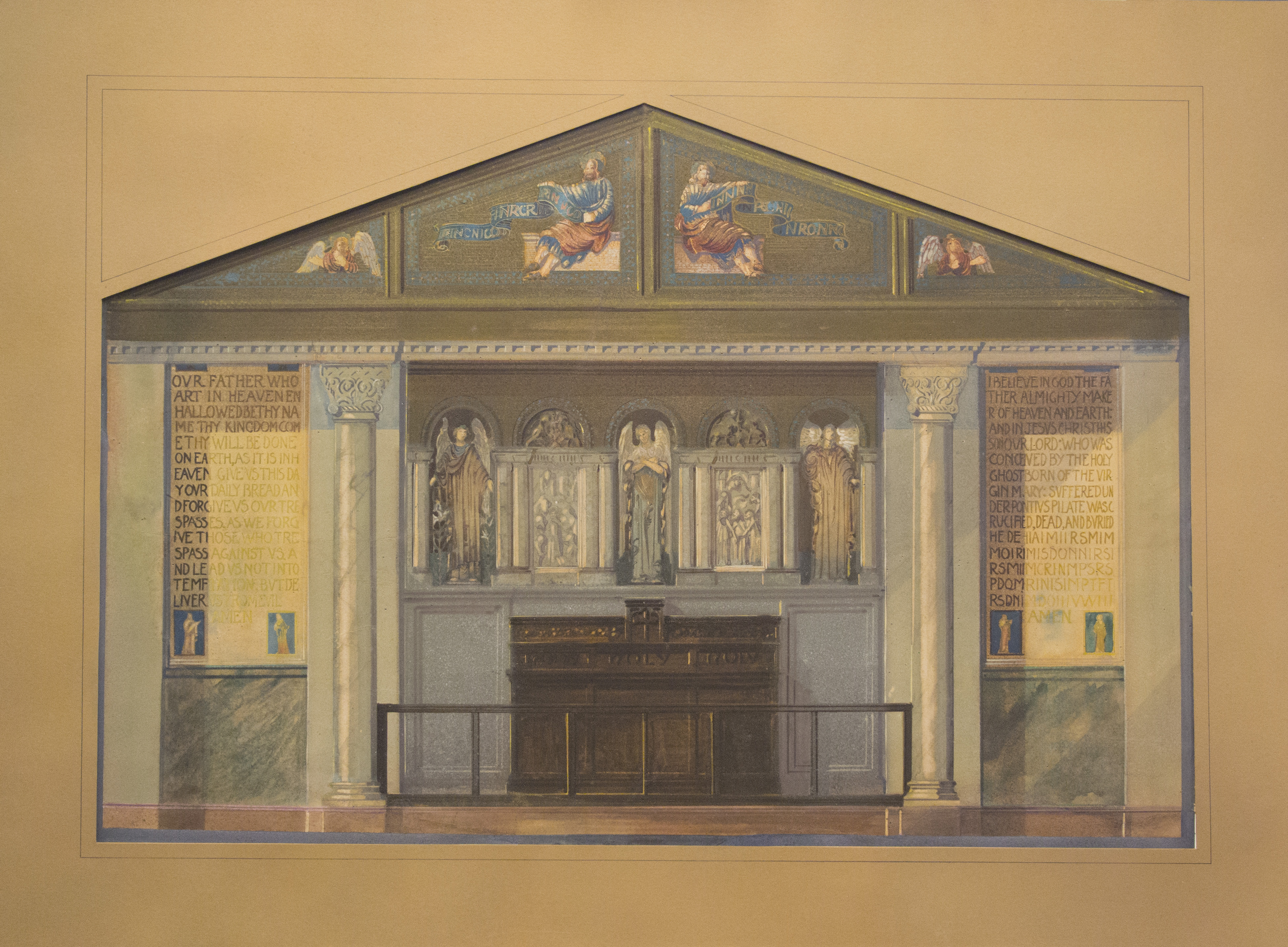
Louis Comfort Tiffany (fin 1900) Architecture intérieure d'un église [Croquis] Metropolitan Museum of Art, États-Unis

Louis C. Tiffany a également eu un grand impact dans le domaine de l’architecture d'intérieure. Ses connaissances dans le travail du verre et ses inspirations lui permettent de se créer un style propre dans ce milieu.

#### Résidence Bella
En 1878, Tiffany emménage dans son premier chez lui: le penthouse Bella. Le design d'intérieur de sa résidence est un mélange éclectique de différentes époques et cultures, où la simplicité est délibérément évitée. Les éléments japonais, mauresque, néo-gothique et colonial américain se mélangent dans une harmonie négligée, créant ainsi un cadre où l'art et la décoration se rejoignent.

#### Manoir pharmaceutique
En 1879, Tiffany a eu l’opportunité d’aménager l’intérieur du manoir pharmaceutique de Georges Kemp. En collaboration avec les autres artistes de l’entreprise « Louis C. Tiffany and Associated Artists », il a employé une palette variée de couleurs, de symboles culturels et de matériaux dans le but de faire passer des messages. Tiffany incorporait des motifs exotiques sur chaque surface pour créer un espace où les différentes cultures s’entremêlaient de manière harmonieuse. Dans ce cas, le mariage des cultures japonaises, islamiques et indiennes se démarquait particulièrement. De plus, des matériaux tels que le bois, notamment le chêne, et des métaux comme le fer et le cuivre étaient utilisés pour transmettre des messages subtils à travers leur représentation à l’époque.

#### Maison-Blanche

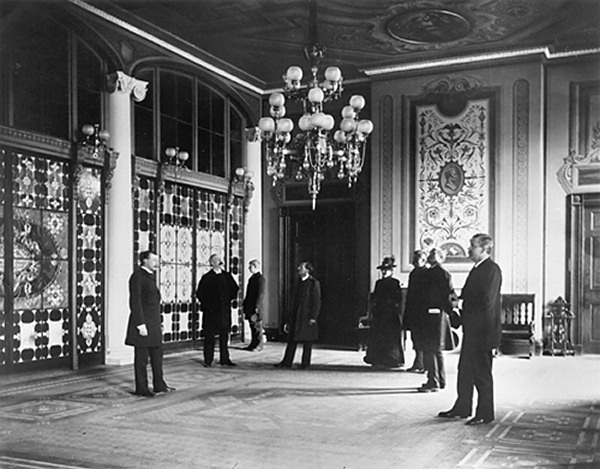
Louis Comfort Tiffany (1882) Hall d'entrée de la Maison Blanche [Photographie] États-Unis

En 1881, à la demande du président Chester Alan Arthur, Tiffany a entrepris un projet de rénovation majeur de la Maison-Blanche. À cette époque, il était déjà en train de se forger une réputation dans la société new-yorkaise grâce à ses compétences en décoration d'intérieur. Le président Arthur a confié à Tiffany la responsabilité de réaménager l'ensemble des salons d'apparat, qu'il considérait comme dépourvus de charme. Tiffany a supervisé la rénovation de plusieurs espaces, notamment la salle Est, la salle bleue, la salle rouge, la salle à manger d'État et le hall d'entrée. Ces rénovations comprenaient le réaménagement des espaces, la création de motifs décoratifs, l'installation de nouvelles cheminées, l'utilisation de motifs de papier peint plus denses, ainsi que l'ajout de vitraux Tiffany aux luminaires et aux fenêtres à gaz. Un écran de verre opalescent du sol au plafond a également été intégré dans le hall d'entrée. Cependant, lors des rénovations de 1902 sous la présidence de Theodore Roosevelt, le paravent Tiffany et d'autres éléments de style victorien ont été retirés, et les intérieurs de la Maison-Blanche ont été restaurés dans un style fédéral, en harmonie avec son architecture d'origine.

#### Laurelthon Hall

Louis Comfort Tiffany (1924) Salon de la résidence Laurelton Hall [Photographie] Library of Congress Prints and Photographs Division Washington, États-Unis

En 1902, Louis Comfort Tiffany se lance dans la construction de ce qui deviendra la plus grande demeure de sa carrière. Cette résidence, située sur un terrain d'environ 2,3 km² près d'Oyster Bay, Long Island, est un projet colossal. Constituée de 84 pièces, la construction dure trois ans, s'achevant en 1904, mais sera malheureusement détruite par un incendie en 1957. La demeure présente un style extérieur plutôt moderne pour l'époque, se distinguant des châteaux français et italiens qui sont populaires au début du XXe siècle. Louis Comfort Tiffany préfère puiser son inspiration, comme à son habitude, des styles orientaux, en mettant l'accent sur l'ornementation, les mosaïques de verre, le bois et les moulures. L'intérieur de la maison est un véritable trésor artistique, la plupart des meubles et des décorations sont des œuvres de Tiffany lui-même, ainsi que des antiquités qu'il a collectés au fil de ses voyages. On y trouve une variété de lampes, de vitraux et de meubles uniques. Malheureusement, une grande partie de cette collection personnelle fut perdue dans l'incendie de 1957, tandis que les objets sauvés sont désormais conservés dans divers musées.

### Influence du verre dans son architecture d'intérieur
L’influence du verre dans la décoration d’intérieur de Louis C. Tiffany est indéniable. Il était même possible de reconnaître ses œuvres par l’utilisation de ce médium puisqu’il s'agissait d’une de ses marques de commerce. Ses lampes, vases, mosaïques murales et vitraux ont tous contribué à façonner son expression artistique. L’introduction de l’ampoule électrique a ouvert la voie à une exploration de diverses techniques pour éclairer les espaces de manière artificielle, tandis que son travail sur les vitraux a permis de jouer avec la lumière naturelle à la fois dans les environnements publics et domestiques. De plus, le verre lui a offert la possibilité de concevoir une variété d’ambiances. Par exemple, dans les espaces religieux, Tiffany explorait les différentes caractéristiques du verre pour susciter des atmosphères en lien avec les thèmes bibliques. En modulant les couleurs des vitraux, Tiffany ajustait l’intensité de l’éclairage pour créer l'atmosphère souhaitée, tout en tenant compte de son aspect pratique.

## Récompenses
Louis Comfort Tiffany a reçu de nombreuses récompenses pour ses œuvres au fil des années. Ses créations, lors des expositions, ont été saluées par des médailles et des distinctions réflètant son rôle significatif dans le domaine des arts de son époque :
- 1893 : 44 médailles, Exposition universelle de Chicago[45]
- 1900 : médaille d'or, Chevalier de la Légion d'honneur[7]
- 1900 : grand prix, Exposition Universelle de Paris[45]
- 1901 : grand prix, Exposition de Saint-Pétersbourg[45]
- 1901 : médaille d'or, Exposition de Buffalo[45]
- 1901 : médaille d'or, Exposition de Dresde[45]
- 1902 : médaille d'or et diplôme spécial, Exposition de Turin[45]
- 1903 : diplôme honorifique, Maîtrise en art de l'Université de Yale, Connecticut[46]
- 1904 : médaille d'or, Exposition universelle de Saint-Louis[45]
- 1909 : grand prix, Exposition de Seattle[45]

## Vie privée
La vie privée de Louis Comfort Tiffany, malgré son succès artistique, est marquée par plusieurs aspects intéressants. Il a été marié deux fois au cours de sa vie. Son premier mariage, en 1872, fut avec Mary Woodbridge, avec qui il eut quatre enfants :
- Mary Woodbridge Tiffany
- Charles Louis Tiffany Ier (Décédé peu de temps après sa naissance)
- Charles Louis Tiffany II
- Hilda Goddard Tiffany

C’est à la suite d’un voyage que Mary tombe malade et meurt de la tuberculose en 1884. Louis décide alors d’entreprendre le théâtre afin d’atténuer son deuil.
Il se remarie en 1886, avec Louise Wakeman Knox, ils auront également quatre enfants :
- Louise Comfort Tiffany
- Julia DeForest Tiffany
- Annie Olivia Tiffany
- Dorothy Trimble Tiffany

Après le décès de son père, Tiffany fait l’acquisition du manoir familial avec le projet de créer Laurelton Hall, un lieu destiné à sa famille. Cependant, lorsque le moment du déménagement arrive en 1905, sa femme, Louise, n’est malheureusement pas là pour partager ce moment de joie, puisqu’elle décède au printemps précédent.
Tiffany avait également une grande passion pour les voyages. Il a parcouru l'Europe à plusieurs reprises, acquérant des connaissances artistiques et élargissant sa perspective. Ses voyages l'ont amené à explorer des cultures et des influences artistiques diverses, qui ont enrichi son travail créatif.
Il était également un collectionneur d'art passionné et possédait une vaste collection d'œuvres d'art et d'antiquités, reflétant sa curiosité intellectuelle et son appréciation de l'art à travers les âges.
Il convient de noter que malgré sa renommée artistique, Tiffany était enclin à une certaine discrétion en ce qui concerne sa vie privée, ce qui a contribué à préserver une aura de mystère autour de l'artiste et de sa personnalité complexe.